# Vignoble de Provence
Le vignoble de Provence est une région viticole française s'étendant du sud d'Avignon jusqu'à Nice, sur la majeure partie de la Provence. Ce vignoble est marqué par une très grande hétérogénéité de situation tant pédo-géologique que climatique avec une dominance du climat méditerranéen strict mais également de zones plus froides où l'influence du vent est déterminante.

## Historique

### Antiquité
La culture de la vigne a été introduite sur les rives méditerranéennes de la Gaule par les Grecs de Phocée. Max Rives, chargé de mission à l'INRA, l'a vérifié sur place à Massalia, le premier comptoir phocéen édifié six siècles avant notre ère :
« J'ai vu, au cours des fouilles du quartier de la Bourse, à Marseille, les pépins de marc de raisin provenant de leur vinification et jetés dans des amphores, flotter dans l'arrière du Vieux-Port où ces amphores-poubelles servaient de fondations à une rue. Les Grecs avaient évidemment importé des variétés de leur pays, ignorant que la vigne spontanée les avait précédés de quelques dizaines de siècles. »

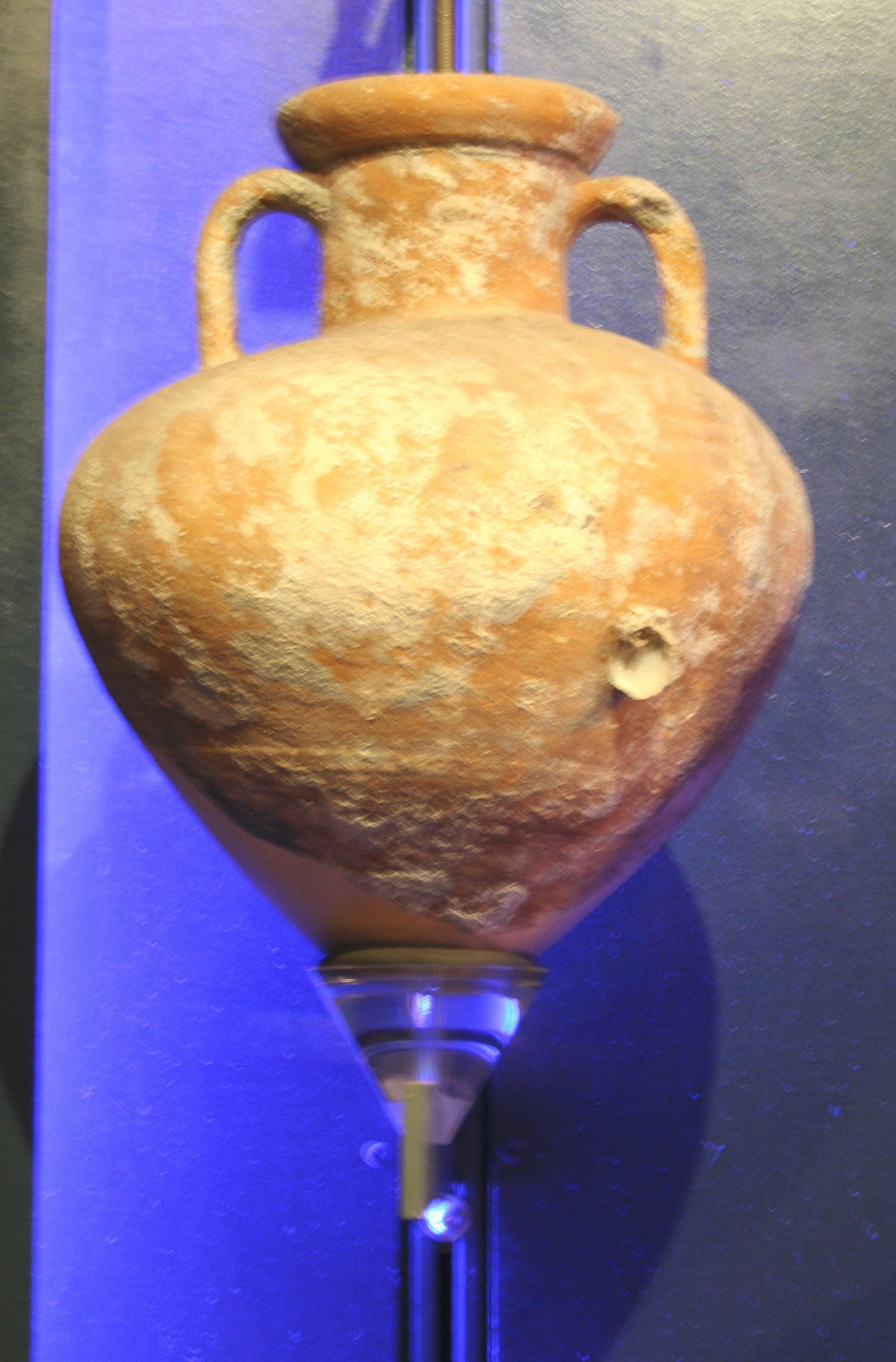
Amphore marseillaise à panse en toupie du VIe siècle av. J.-C.
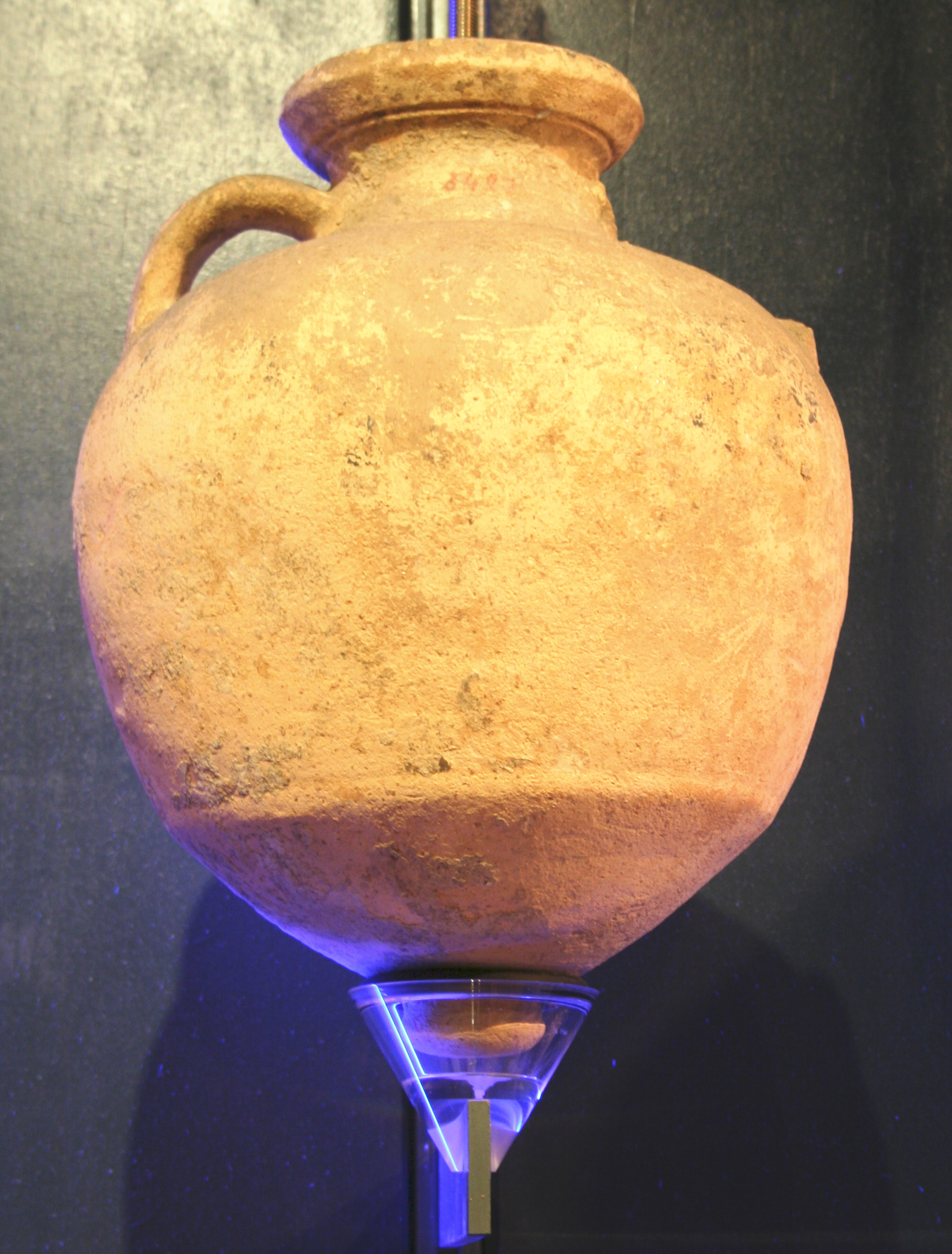
Amphore marseillaise à lèvres à facettes du Ve siècle av. J.-C.
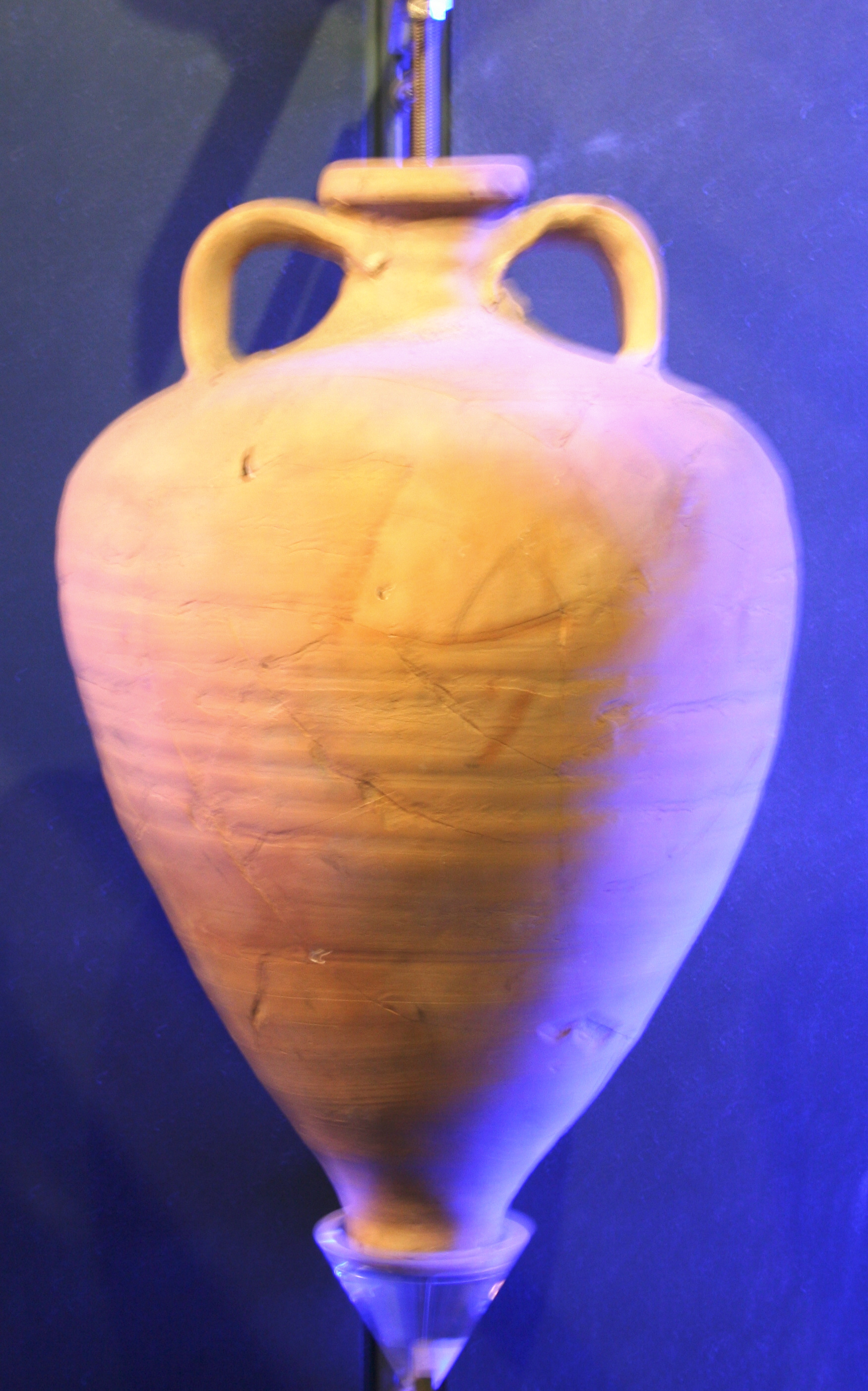
Amphore marseillaise dite gauloise

Le littoral provençal a été colonisé par les Grecs : vers 600 av. J.-C., les Phocéens s'installent à Marseille (en grec, Massalia; en latin, Massilia). Ils essaiment à Nice (Nikaia), Antibes (Antipolis), Hyères (Olbia), Six-Fours (Tauroeis), Arles (Arelate), dans le golfe de Saint-Tropez (Athénopolis), Agde (Agathé), et au sud de Nîmes. Antérieurement la région était peuplée de Celtes appelés aussi Ligures ou Celto-Ligures.
C'est lors de la création de Massalia que les Phocéens implantent la vigne dans la Gaule celtique, les vignobles étant circonscrit à d'étroits espaces proches du littoral. Ce qui a été confirmé par la découverte des premiers vignobles hellénistiques à Saint-Jean-de-Garguier, dans les Bouches-du-Rhône.
Laurent Bouby explique : « Au 1er millénaire avant notre ère, avec la colonisation phocéenne à Marseille et le dynamisme commercial des civilisations méditerranéennes (étrusques, grecques et phénico-puniques), la production et les échanges de vins explosent dans l’Ouest méditerranéen. On devine aisément la suite : des millions d’hectolitres de vins inondent le monde gaulois ».
Justin, dans son Abrégé des histoires philippiques (Historiarum Philippicarum, Livre XLIII, chap. IV,1-2), un ouvrage qu'il présente dans sa préface comme un florilège des passages les plus importants et les plus intéressants du volumineux Historiæ phillippicæ et totius mundi origines et terræ situs rédigé par Trogue Pompée à l’époque d’Auguste, explique : « Sous l'influence des Phocéens, les Gaulois adoucirent et quittèrent leur barbarie et apprirent à mener une vie plus douce, à cultiver la terre et à entourer les villes de remparts. Ils s'habituèrent à vivre sous l'empire des lois plutôt que sous celui des armes, à tailler la vigne et à planter l'olivier, et le progrès des hommes et des choses fut si brillant qu'il semblait, non pas que la Grèce eût émigré en Gaule, mais que la Gaule eût passé dans la Grèce ».
Le commerce des vins grecs avec les tribus installées dans la vallée du Rhône se fit à partir de comptoirs ou emporion. Le plus célèbre d'entre eux se situait à Le Pègue et son oppidum protohistorique sur la colline Saint-Marcel. Les fouilles de cet oppidum du Pègue ont permis de mettre au jour de la céramique pseudo-ionienne, provenant d'ateliers en relation avec Massalia. Son importance permet de supposer sur place une consommation de vin entre le milieu du VIe siècle av. J.-C. et le IVe siècle av. J.-C. Les productions d'œnochoés et de vases à vin, en pâte claire micacée portant un décor peint avec un registre allant de la bande ocre au développement de formes figuratives, furent majoritaires. Ces récipients vinaires ont d'ailleurs gardé dans leurs formes de fortes influences gauloises (coupes carénées).

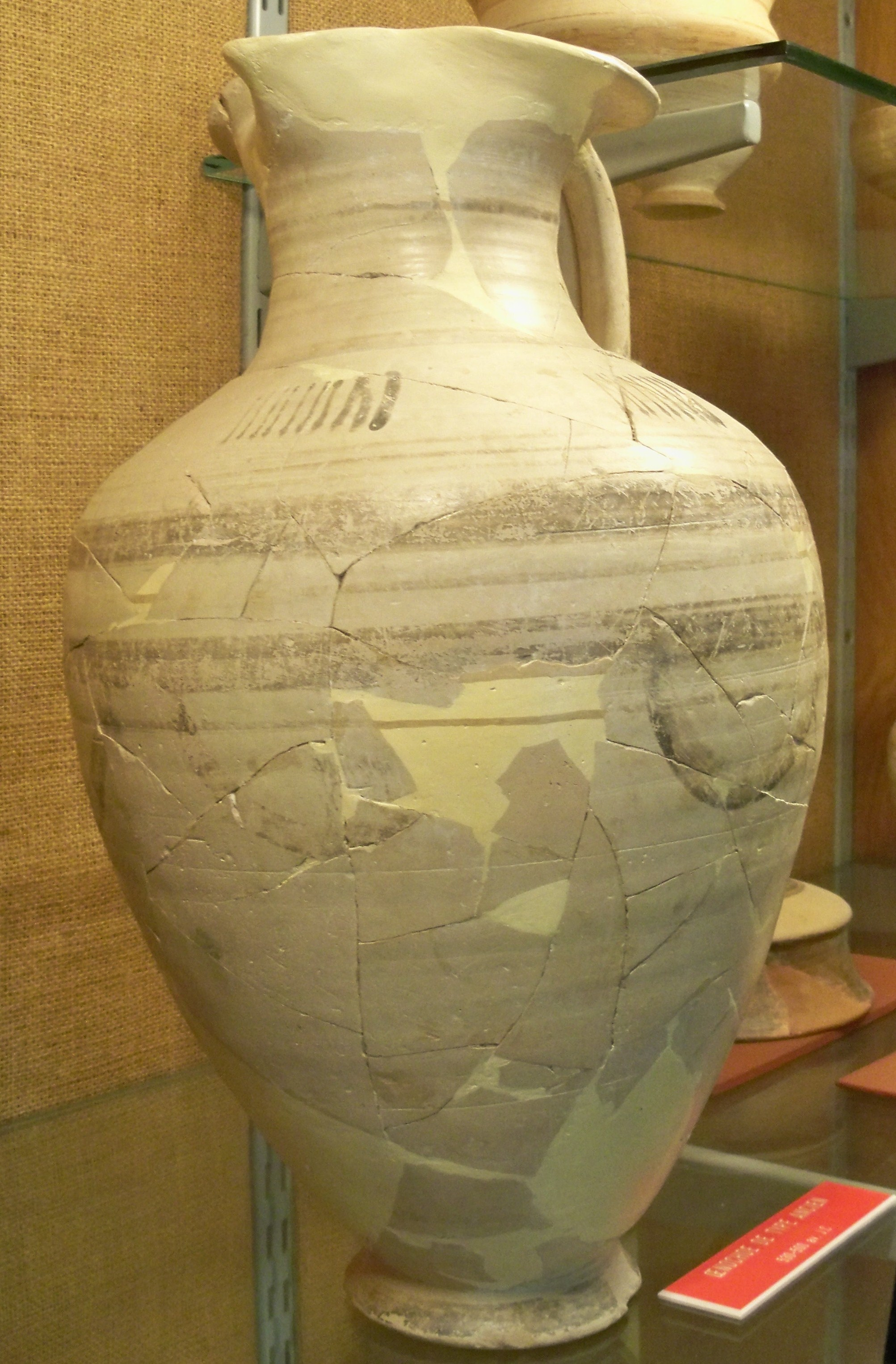
Œnochoé du Pègue à inscription grecque
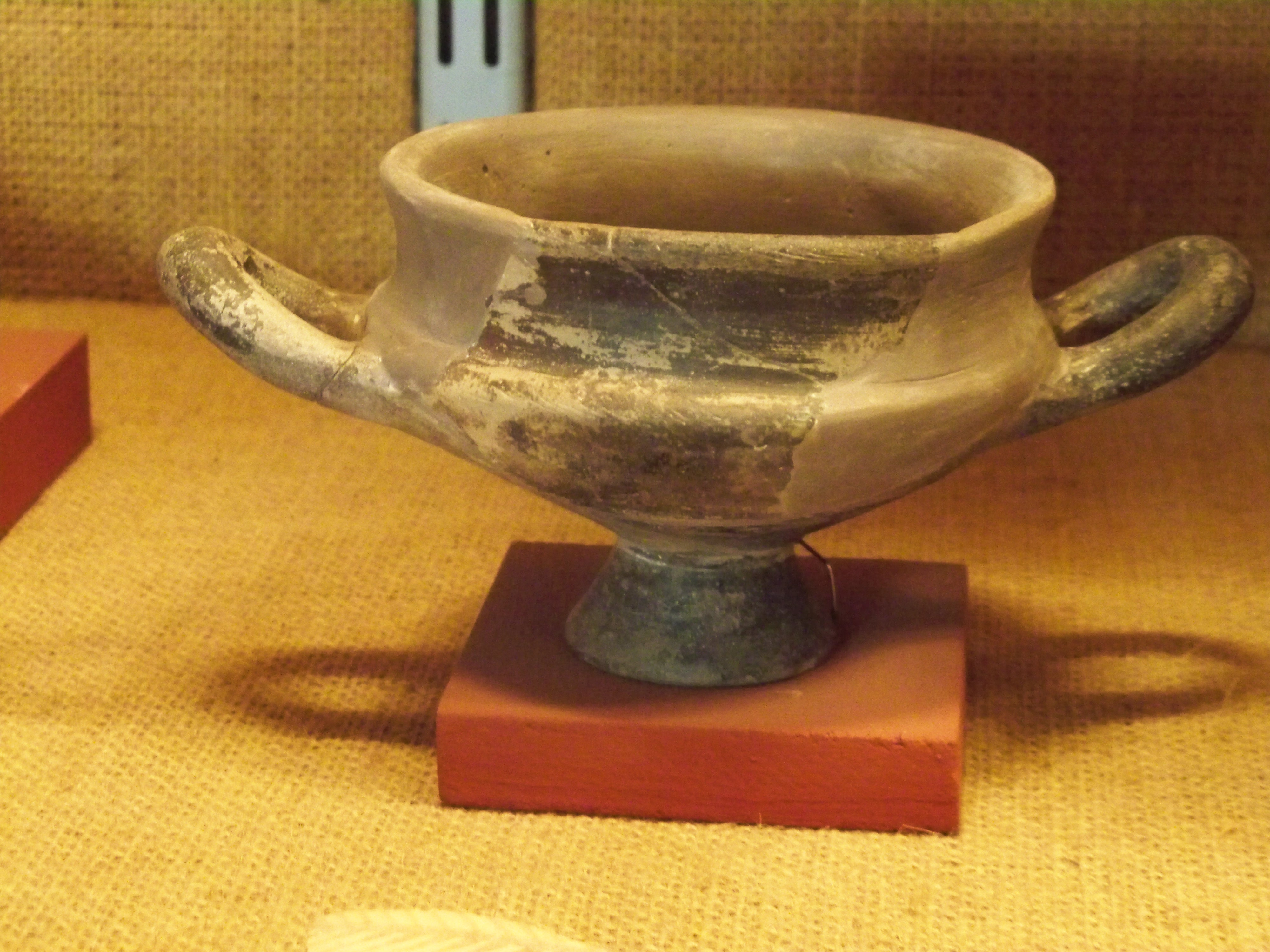
Skyphos à décor pseudo-ionien de fabrication locale
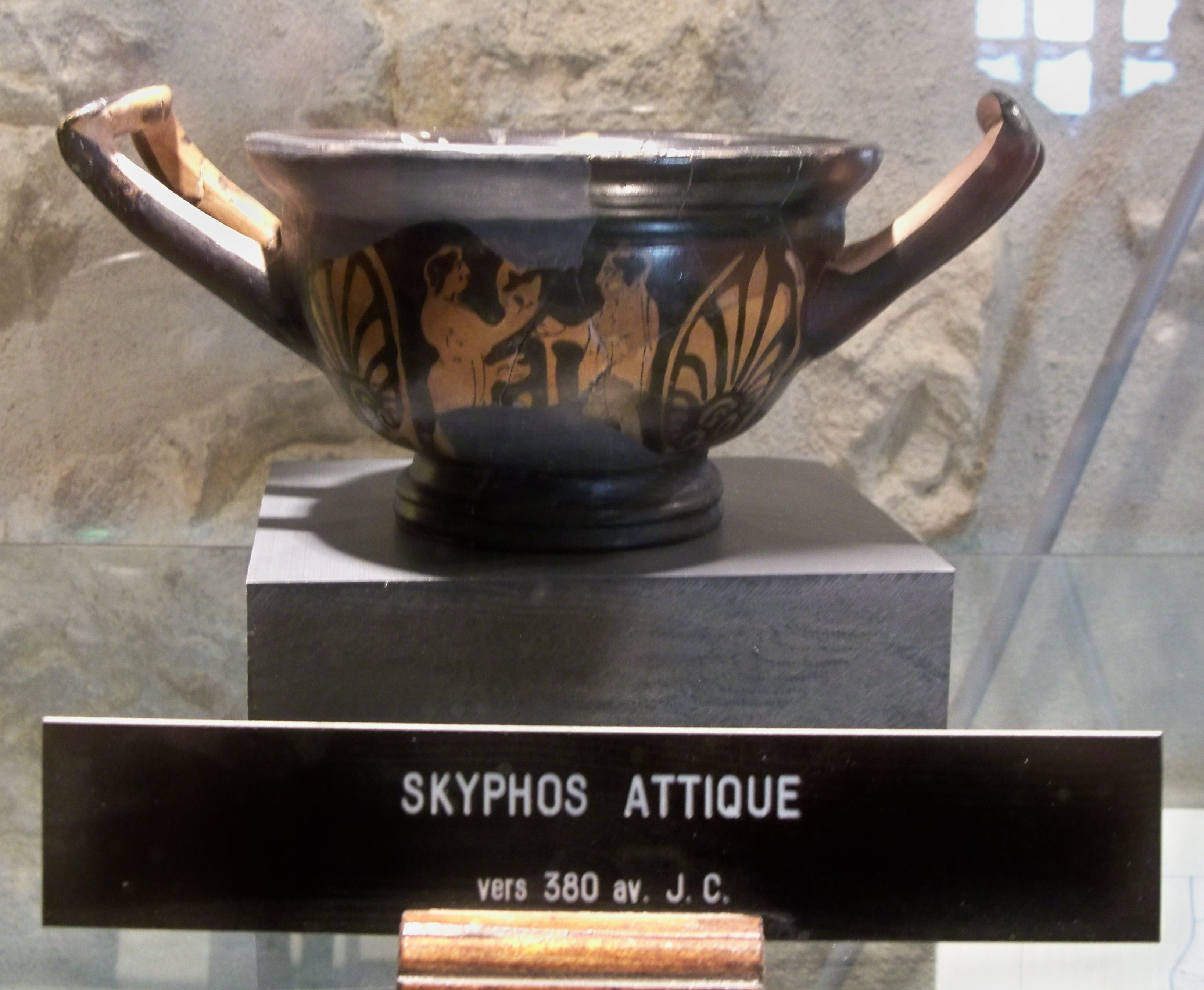
Skyphos de type attique A
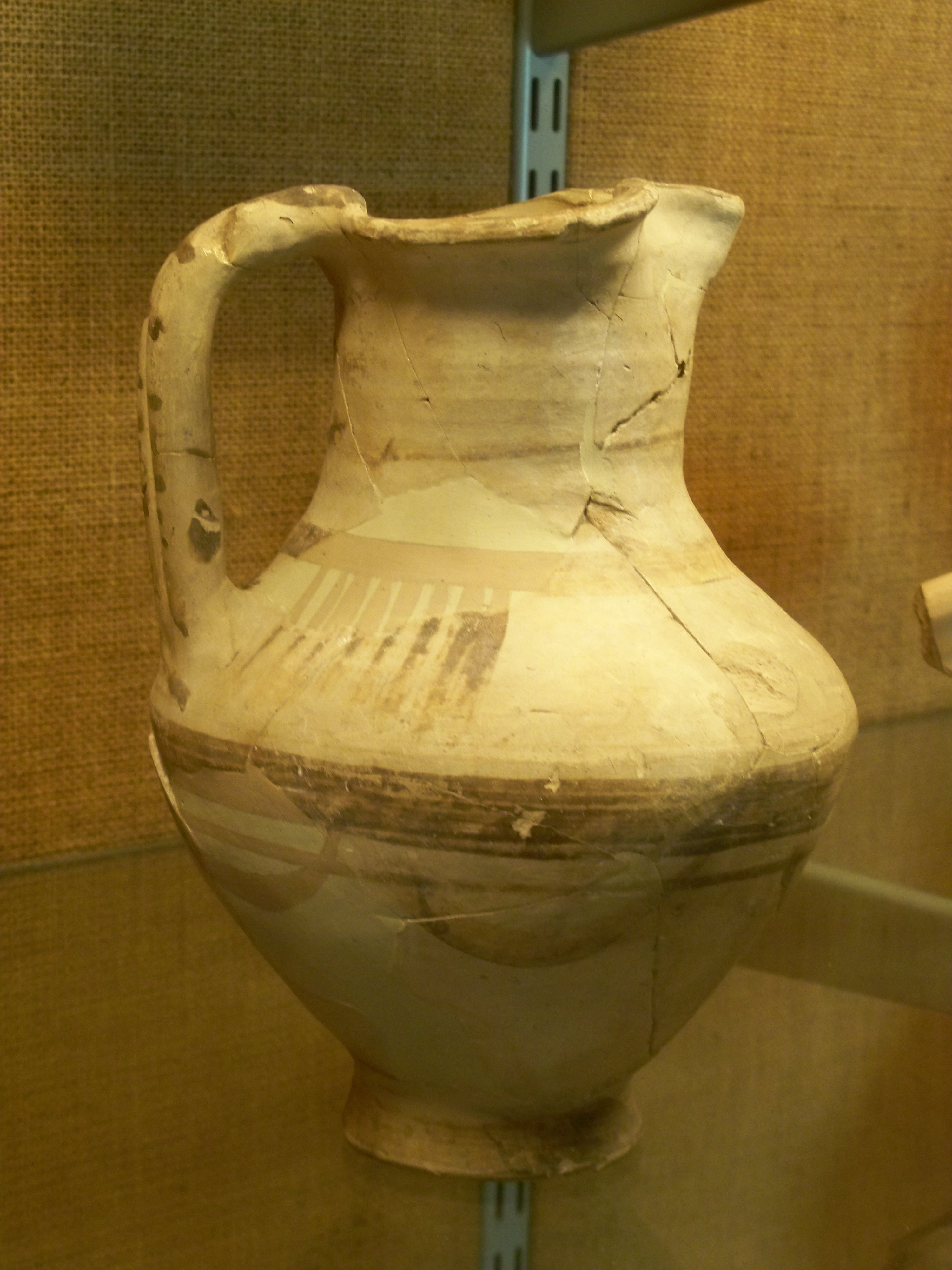
Œnochoé à riche décor pseudo-ionien

La région était peuplée de Celtes appelés aussi Ligures ou Celto-Ligures. La conquête romaine commence en -181, après que Marseille ait appelé Rome au secours contre les pirates ligures.
En -125/-124, une coalition de tribus celto-ligures, les Salyens, soutenus par les Voconces, les Allobroges et les Arvernes se dresse contre Rome. Le consul Marcus Fulvius Flaccus franchit les Alpes et les vainc. En -123, nouvelle campagne qui se termine par la destruction de l’oppidum d’Entremont. En -122, c'est la fondation d’Aquae Sextiae (Aix-en-Provence) pour contrôler les Salyens.
Domitius Ahenobarbus entre en campagne en -120, on lui attribue la fondation et l’organisation de la Provincia. En -109/-105 : incursions des peuples germaniques (Cimbres, Teutons, Tigurins, Ambrons) : Marius écrase les Teutons à Pourrières (près d'Aix-en-Provence) (-102) et les Cimbres à Verceil (-101).
Mais les grandes invasions qui suivirent mirent à mal le vignoble. La vigne cultivée, totalement abandonnée, se métissa avec des lambrusques locales. Ce qui permit l'apparition d'une nouvelle famille de cépages connue sous le nom de proles occidentalis. Ces vitis vinifera occidentalis, a priori hétéroclite, sont originaires de la vallée du Rhône. Résultant du croisement entre des variétés de vitis vinifera pontica et de lambrusques locales, elle regroupe tous les cépages de cuve de l’Europe occidentale. On y retrouve des cépages à petites baies comme le pinot, le cabernet, le riesling, le viognier, la syrah ou le mourvèdre ainsi que des cépages à baies plus grosses tels le grenache ou le carignan.
Louis Levadoux, dans cette catégorie, classe ces différentes variétés parmi les cépages dits archaïques : « Ils sont caractérisés par une valeur vinique élevée et souvent par une saveur des baies qui rappelle celle des lambrusques et qui est d'autant plus accusée que l'on est en présence de formes plus archaïques. » Quant à Pierre Charnay, il souligne qu'il existe une sorte d'incompatibilité entre la grosseur et l'intensité aromatique des baies du raisin : « Les cépages à grosses baies sont peu parfumés tandis que les cépages à petites baies qui peuplent les vignobles occidentaux sont tous à la base de vins de grandes réputation. »

### Moyen Âge

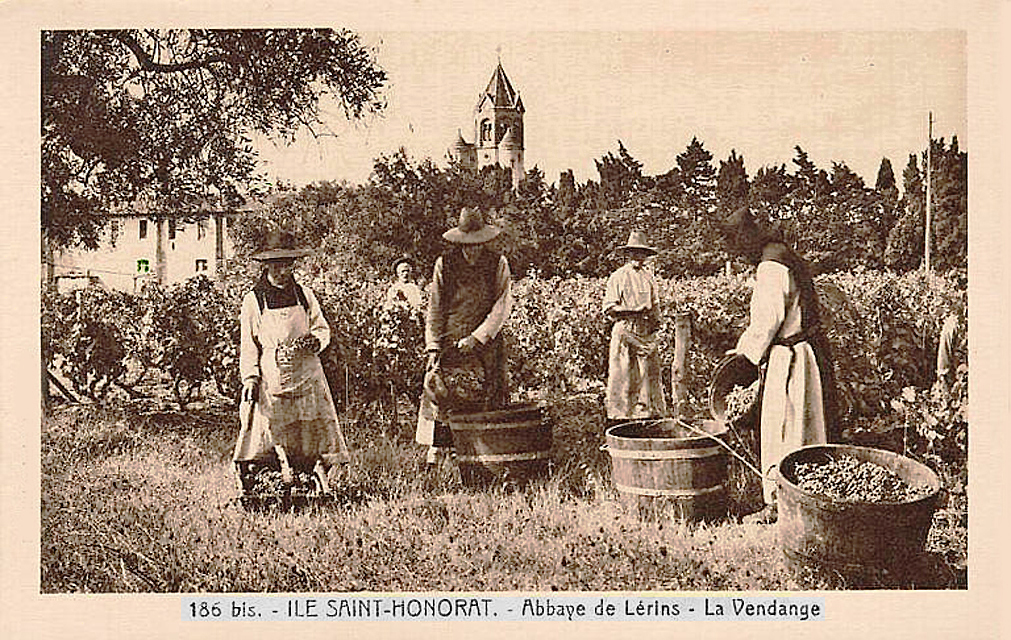
Vendanges à Saint-Honorat, au début du XXe siècle

Dès le concile d'Arles, en 314, et encore plus après l'écroulement de l'empire romain, l'évêque devient le personnage principal de sa cité. La possession de vignobles est source de prestige, et leurs vins sont utilisés en cuisine et à table, les meilleurs sont servis aux hôtes de prestige, les moins bons vendus ce qui alimente le trésor épiscopal.
Passées les grandes invasions, les abbayes provençales reprennent tout leur prestige comme celle de Saint-Victor, à Marseille, de Saint-Honorat, dans l'île de Lérins, puis du Tholonet et de Montmajour. Elles vont reconstituer et développer le vignoble.
Vers le Xe siècle, la constitution de collèges de chanoines va impliquer la donation d'une mense et dans celle-ci la place de la vigne est importante. Les premières traces écrites du vignoble et de sa conduite apparaissent alors dans les cartulaires.

### Période contemporaine

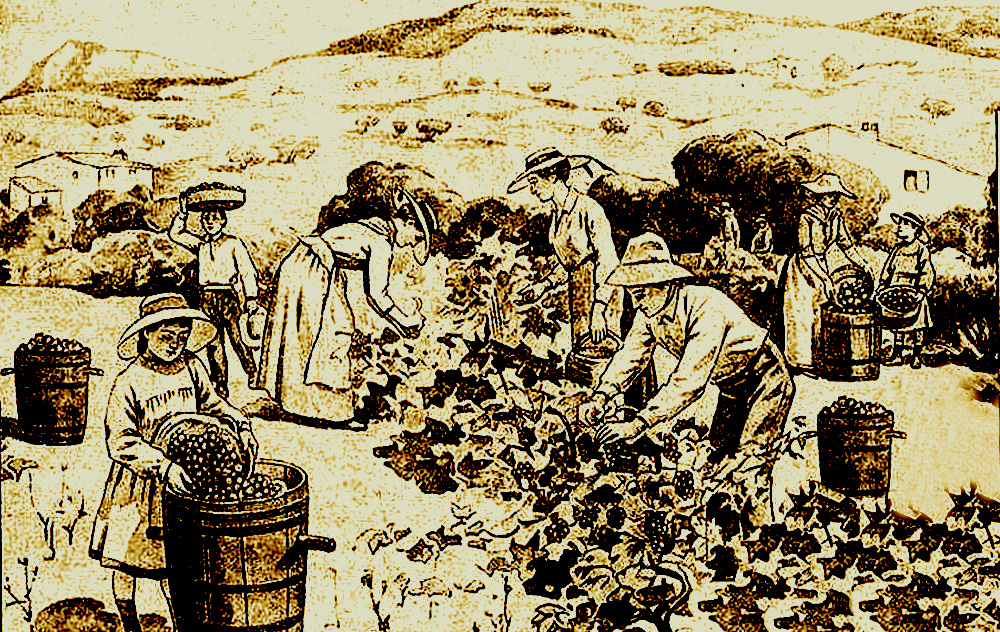
Vendanges en Provence

Au début du XXIe siècle, l'intérêt croissant pour ce vignoble de personnalités fortunées, comme George Clooney ou Angelina Jolie, menacent les petits exploitants. Les rachats de vignobles par des multinationales de luxe, parfois dans une stratégie globale d'implantation dans certains secteurs particulièrement prisés comme le golfe de Saint-Tropez (domaines de La Croix et de la Bastide-Blanche acquis par Bolloré à La Croix-Valmer, rachats par LVMH du château d'Esclans et du château Minuty),,, provoquent des réactions d'agriculteurs et des manifestations de la Confédération paysanne,. 

## Neuf AOC

Vignobles de Provence

Au sein de ce vignoble ont été reconnues les appellations d'origine contrôlées (AOC) suivantes :
- côtes-de-provence[16]
- coteaux-d’aix-en-provence
- coteaux-des-baux-de-provence
- coteaux-varois-en-provence
- pierrevert
- bandol
- bellet
- cassis
- palette

Les données chiffrées ont été actualisées avec la production 2005.
Le Conseil Interprofessionnel des Vins de Provence rassemble trois de ces AOC.

## Côtes-de-provence
Décret du 9 février 2005 modifié le 5 octobre 2005 et abrogeant le décret initial du 24 octobre 1977.

### Géographie

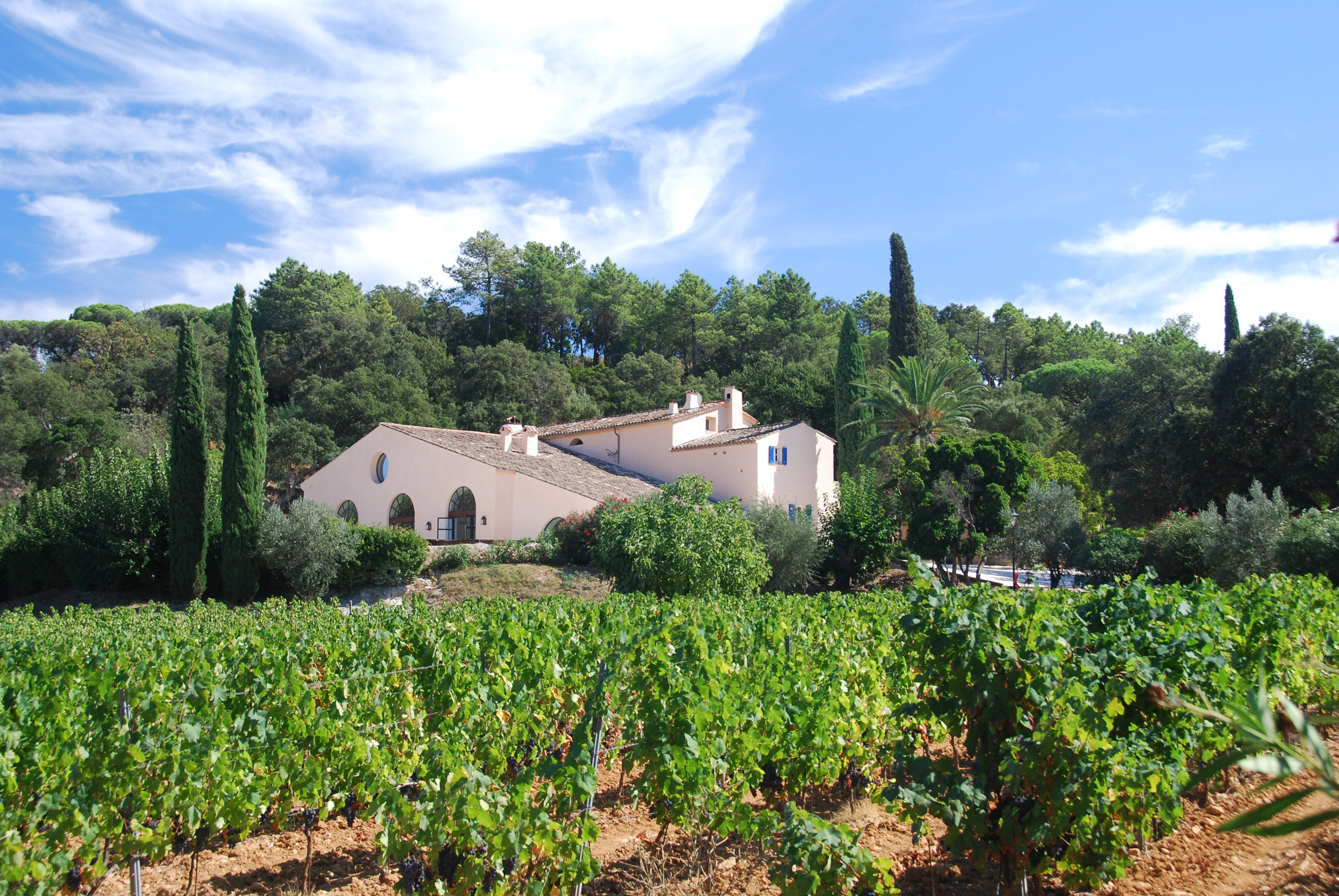
Vignoble à Saint-Tropez

Les 84 communes de cette appellation se situent dans les départements du Var et des Bouches-du-Rhône, à l’exception d’une commune (Villars-sur-Var) située dans le département des Alpes-Maritimes. C’est l’appellation la plus étendue des appellations provençales.
On distingue cinq grandes zones naturelles :
- le massif cristallin des Maures, au Sud et Sud-Est du département du Var. 15 communes y sont rattachées.
- la dépression permienne, qui va de Toulon jusqu’à Saint-Raphaël, à laquelle sont rattachées 25 communes.
- le plateau triasique et les collines jurassiques calcaires, situés au Nord et Nord-Ouest de la dépression. (19 communes)
- le bassin du Beausset, dans lequel se retrouve les communes de l’aire de l’AOC Bandol. (18 communes)
- le haut bassin de l’Arc, limité au Nord par les chainons de la Sainte-Victoire, du Cengle, et par les collines de Pourrières et de Pourcieux, il est fermé au Sud par les chainons de l’Étoile, de Regagnas et des monts Olympe et Aurélien. (13 communes).

### Climat
L’ensemble du secteur est soumis au climat méditerranéen provençal avec des températures moyennes annuelles homogènes : 14 °C pour la partie nord et 15 °C pour la partie sud de l’aire.
Le climat de ce terroir est soumis à un rythme à quatre temps : deux saisons sèches (une brève en hiver, une très longue et accentuée en été), deux saisons pluvieuses, en automne (pluies abondantes et brutales) et au printemps.
Les précipitations sont en moyenne comprises entre 600 mm et 900 mm. L’ensoleillement est supérieur à 2 700 heures par an.
Enfin, la Provence viticole est le pays des « méso-climats », induits à la fois par un relief très désordonné, mais également par l’influence maritime décroissante du sud au nord. Il n’est pas rare ainsi de constater un écart de maturité de 2 à 3 semaines du Sud au Nord.

### Sols

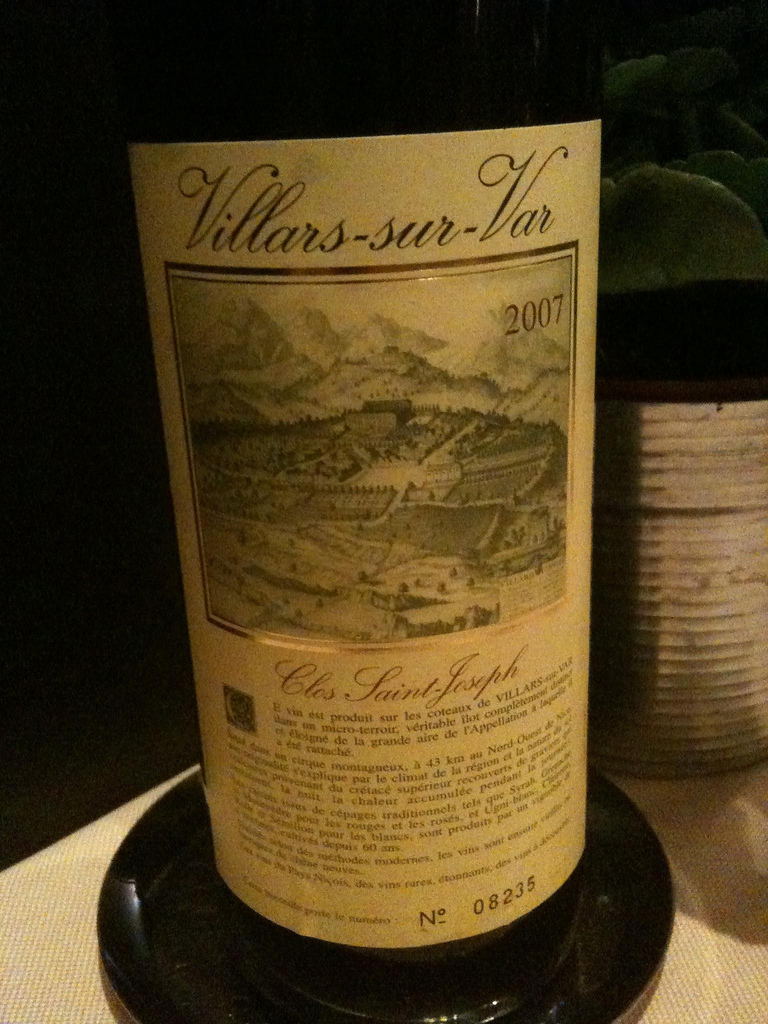
AOC côtes-de-provence de Villars-sur-Var

- concernant le Massif cristallin des Maures : le vignoble est développé sur des sols peu évolués à sols bruns sur schistes, phyllades, grès, ou encore sur des sols d’éboulis ou sablo-alluviaux.
- concernant la Dépression Permienne, le soubassement de grès rouges de l’ère primaire (permien) a donné naissance à des sols argilo-sableux de couleur rouge et lie de vin, auxquels s’ajoutent des sols colluviaux par apports des reliefs qui dominent de part et d’autre la dépression.
- dans la zone du Plateau Triasique et des collines jurassiques calcaires, on distingue : sur le secteur triasique, des sols sont développés sur les affleurements des formations dolomitiques ou marno-calcaires du Trias ; sur les collines jurassiques, le vignoble occupe les dépressions, sur sols rendziniformes, sols bruns calcaires ou sols calciques.
- dans le Bassin du Beausset, les affleurement du Crétacé dominent (marnes et grès), ainsi que les calcaires et marnes du jurassique.
- enfin, les sols du Haut Bassin de l’Arc sont développés sur les apports colluviaux et alluviaux provenant de l’altération et de l’érosion des reliefs calcaires jurassiques.

### Règles de production

#### Encépagement
Vins rouges et rosés 
- cépages principaux : 2 cépages principaux obligatoires parmi :
  - grenache N
  - mourvèdre
  - cinsault
  - tibouren N
  - syrah (60 % minimum à partir de 2000, 70 % minimum à partir de 2005, 80 % minimum à partir de 2015)
- cépages secondaires :
  - cabernet-sauvignon (30 % maximum)
  - Carignan N (40 % maximum)
  - barbaroux
  - calitor
  - téoulier

Vins blancs
- clairette
- vermentino (dit rolle)
- sémillon
- ugni blanc

#### Densité
2,5 m² par pied maximum, avec 2,50 m maximum entre chaque rang et 0,80 m sur le rang

#### Taille
Les vignes sont conduites en taille courte, à coursons à deux yeux, soit en gobelet soit en cordon de royat. Sauf pour la syrah et le cabernet sauvignon pour lesquels la taille longue est autorisée avec un maximum de 8 yeux francs par pied et 6 yeux francs maximum sur le long bois.

#### Rendements
- rendement de base : 55 hl/ha
- rendement butoir : 66 hl/ha

### Données économiques
- Superficie en production : 27 000 ha
- Volume déclaré : 1 000 000 hl
  - 15 % de vins rouges
  - 80 % de vins rosés
  - 5 % de vins blancs
- Nombre total de déclarants : 3 900
  - 48 caves coopératives, représentant 55 % de la production
  - 370 caves particulières, représentant 45 % de la production

### Production

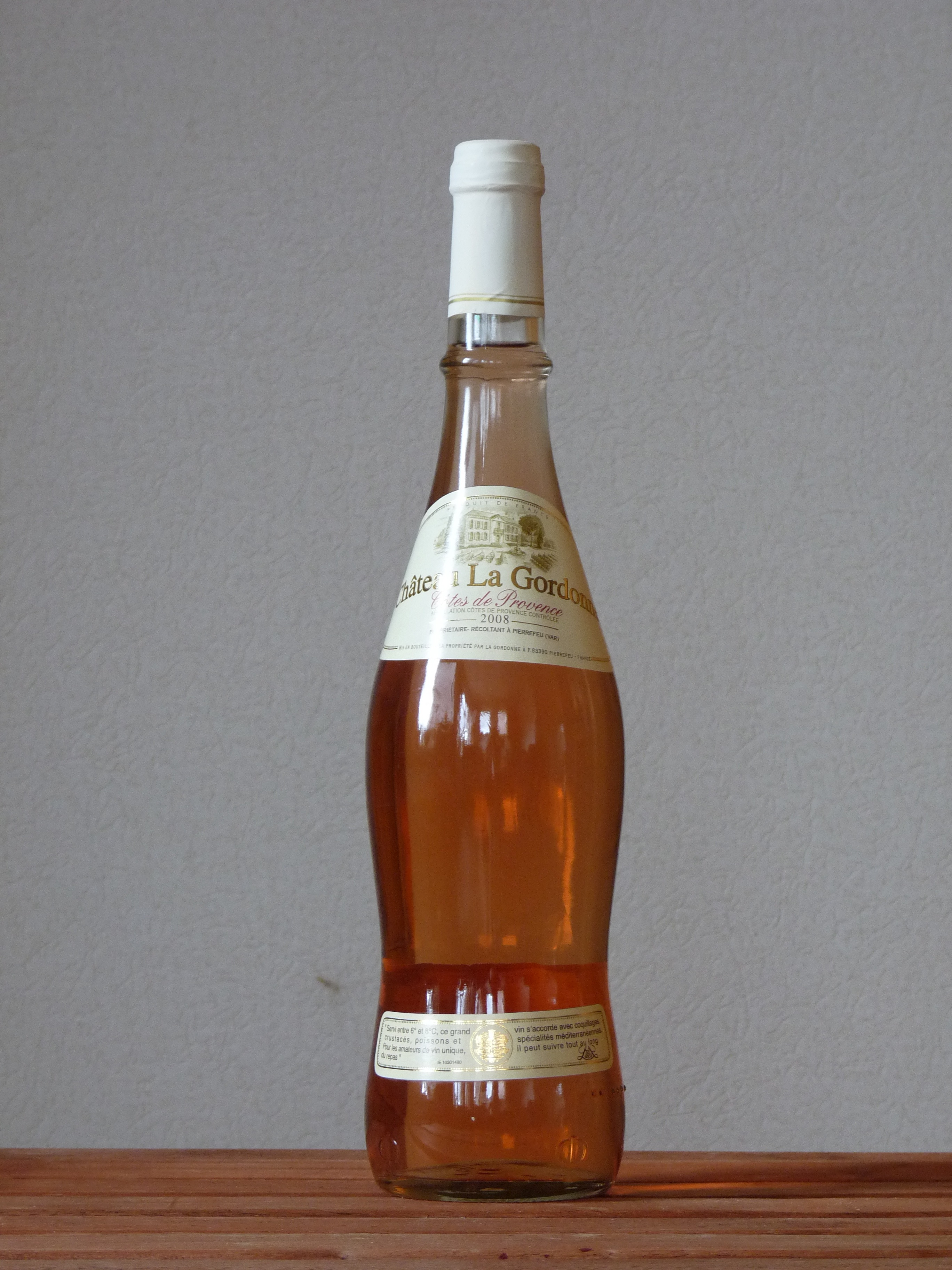
Bouteille syndicale de Provence : flûte à corset, autorisée seulement aux producteurs (récoltants-manipulants).
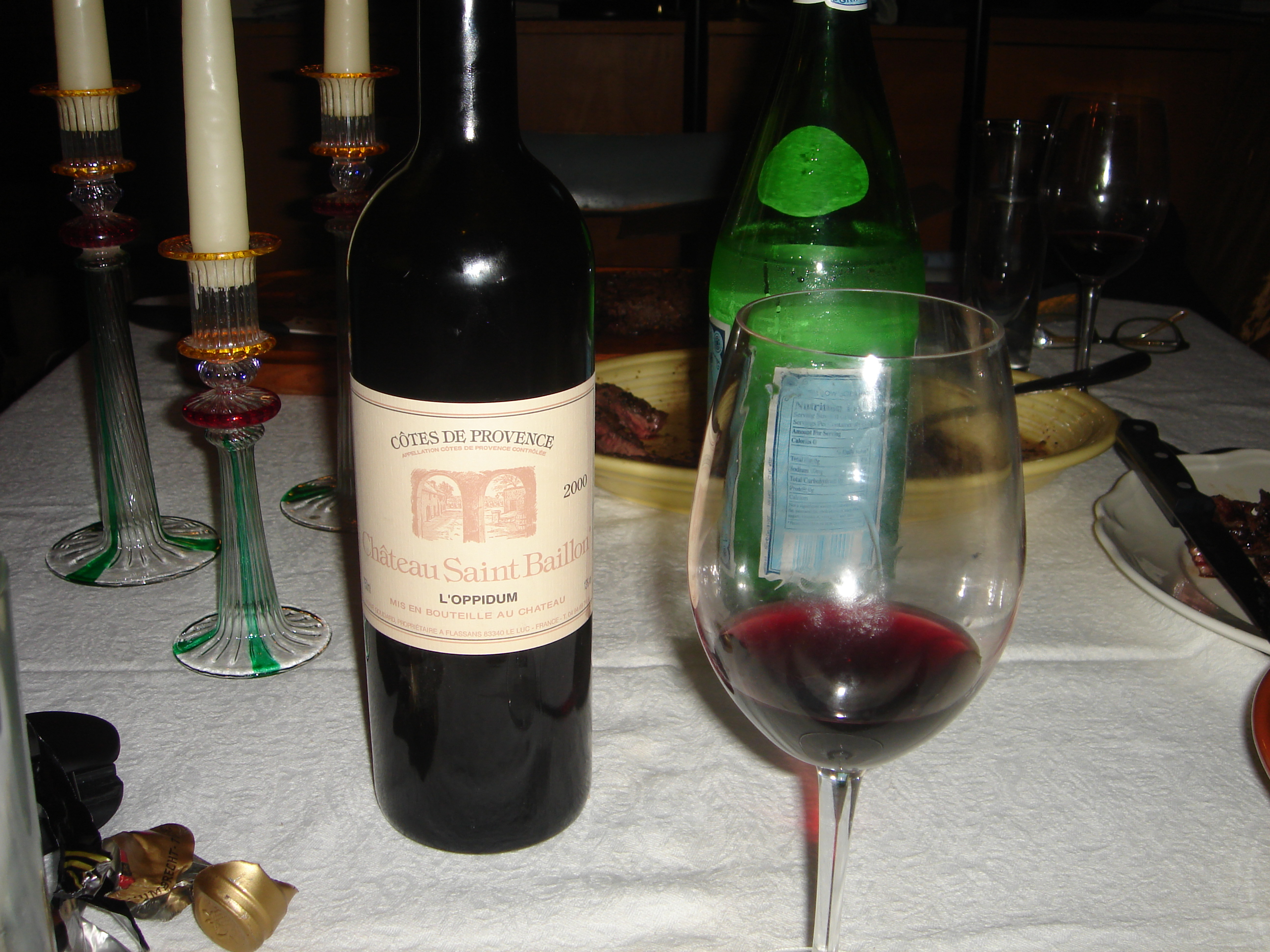
AOC côtes-de-provence rouge.
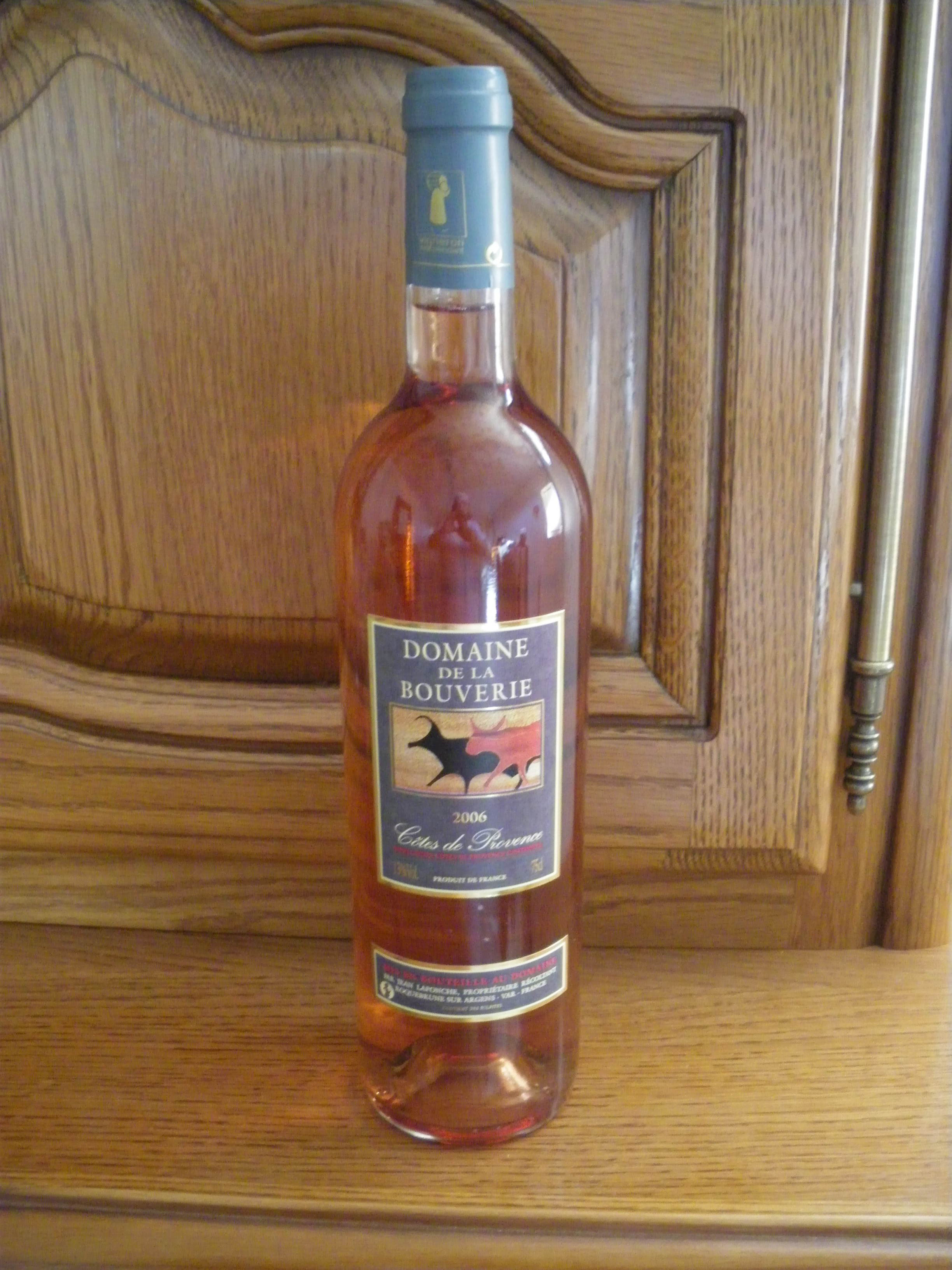
AOC côtes-de-provence rosé.

- Vins blancs
  - Vinification classique et vinification sur lies fines
  - Œil : jaune pâle, brillante à reflets verts
  - Nez : floral (fenouil, acacia, genêt) fruité (agrume, citron, pamplemousse) ou balsamique (résine)
  - Bouche : structurée et charpentée avec finale fraîche
- Vins rouges
  - Vinification classique avec macération plus ou moins longue, ainsi que vinification par macération carbonique
  - Œil : pourpre à reflets violets
  - Nez : notes fruités (fruits rouges) ou végétales (laurier, romarin, tabac) évoluant vers le fruit noir, des notes épicées (réglisse, cannelle) ou animales (fourrure, venaison).
- Vins rosés
  - Vinification : pressurage direct, macération à froid, saignée.
  - Œil : palette large du rose pale au rose franc, orange clair, rose saumon, pivoine
  - Nez : la diversité est le reflet de la mosaïque des terroirs : fruité, floral (thym, aneth, tilleul), végétal (menthe, tabac), empyreumatique (pierre à fusil), balsamique (écorce de pin)
  - Bouche : frais mais pas acerbe, fondu mais pas chaud, rond, souple et structuré mais pas astringent. Tout l’art consiste à trouver cet équilibre délicat.

## Coteaux-d'Aix-en-Provence
Décret du 24 décembre 1985
Le VDQS « Coteaux-d’aix-en-provence » a été reconnu par l’arrêté du 23 janvier 1956.

### Géographie

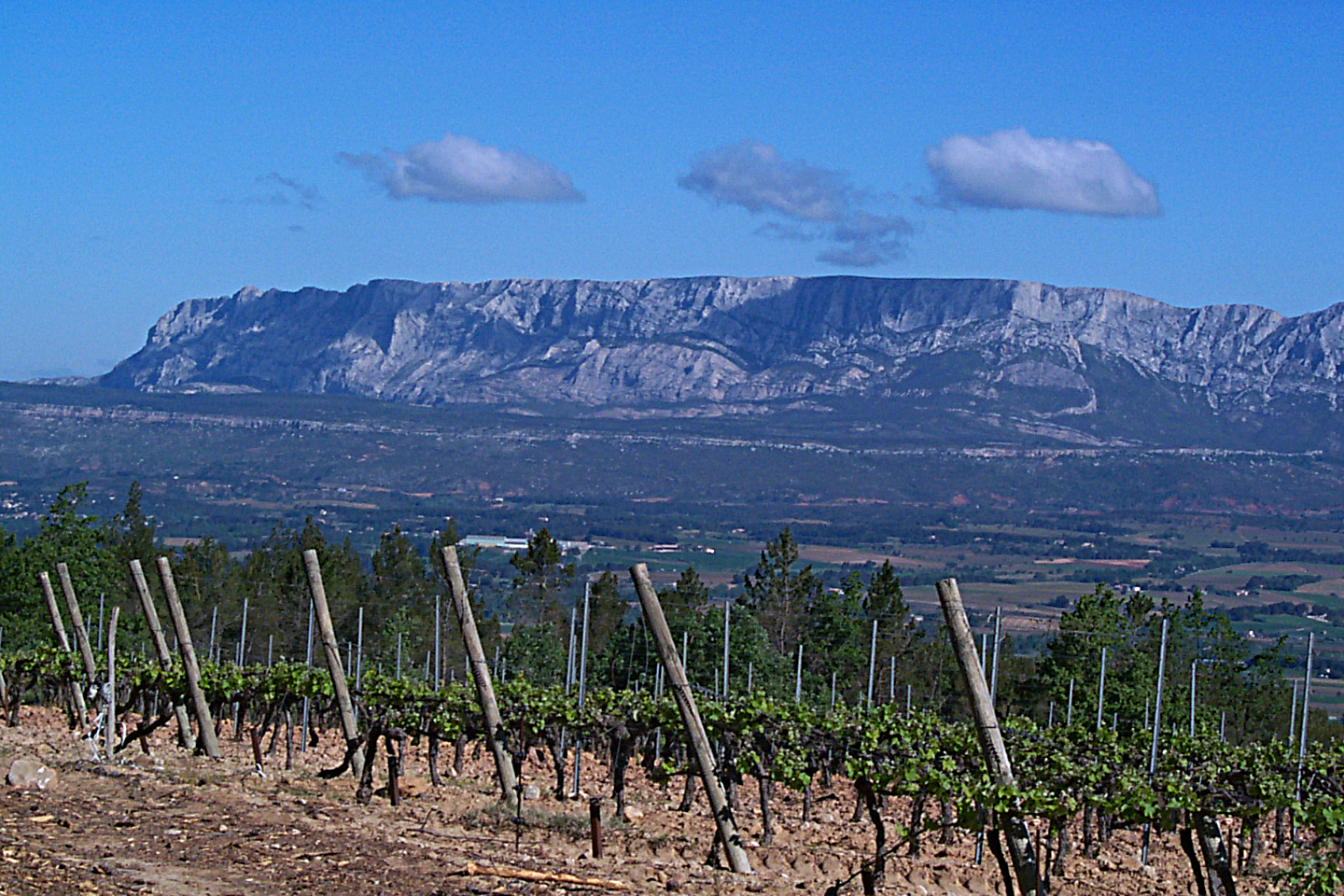
Montagne Sainte-Victoire.

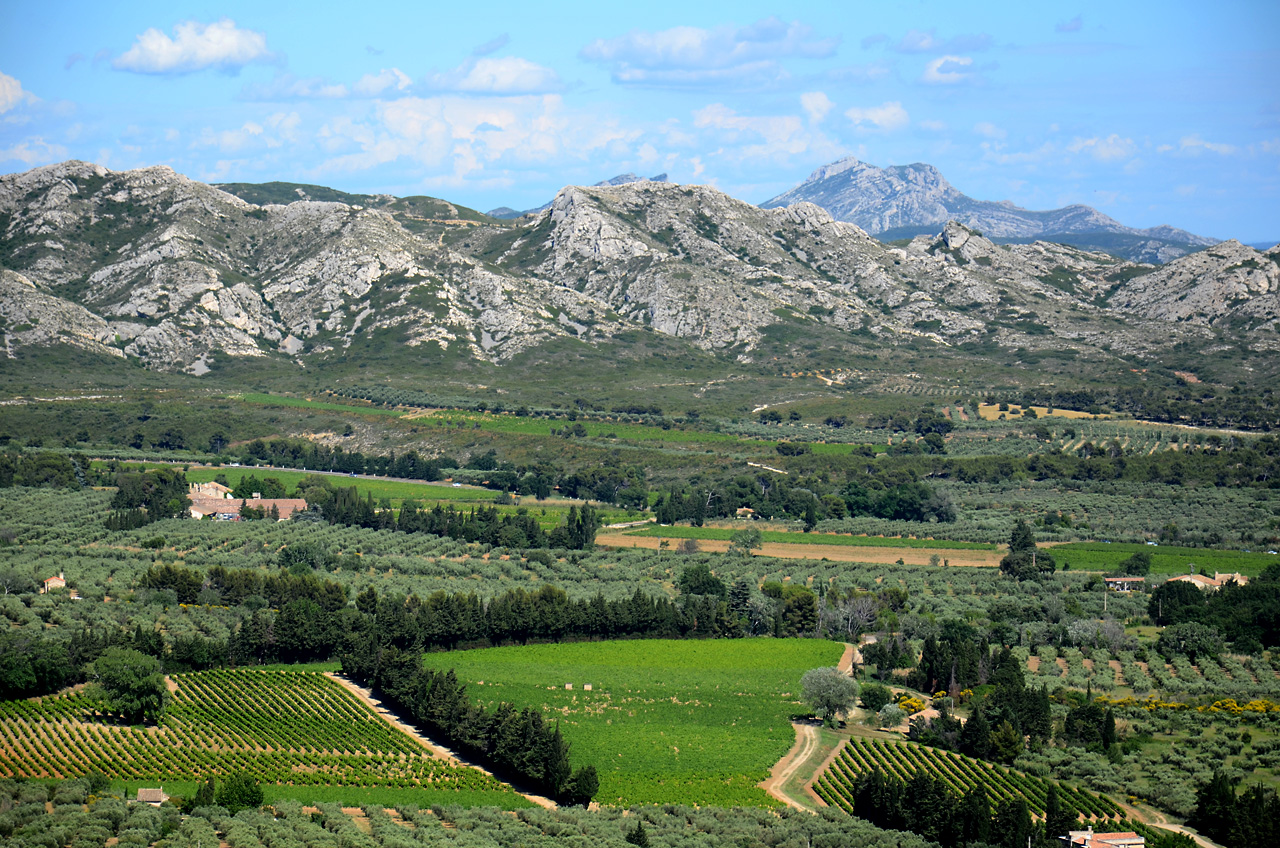
Vignoble près des Baux-de-Provence

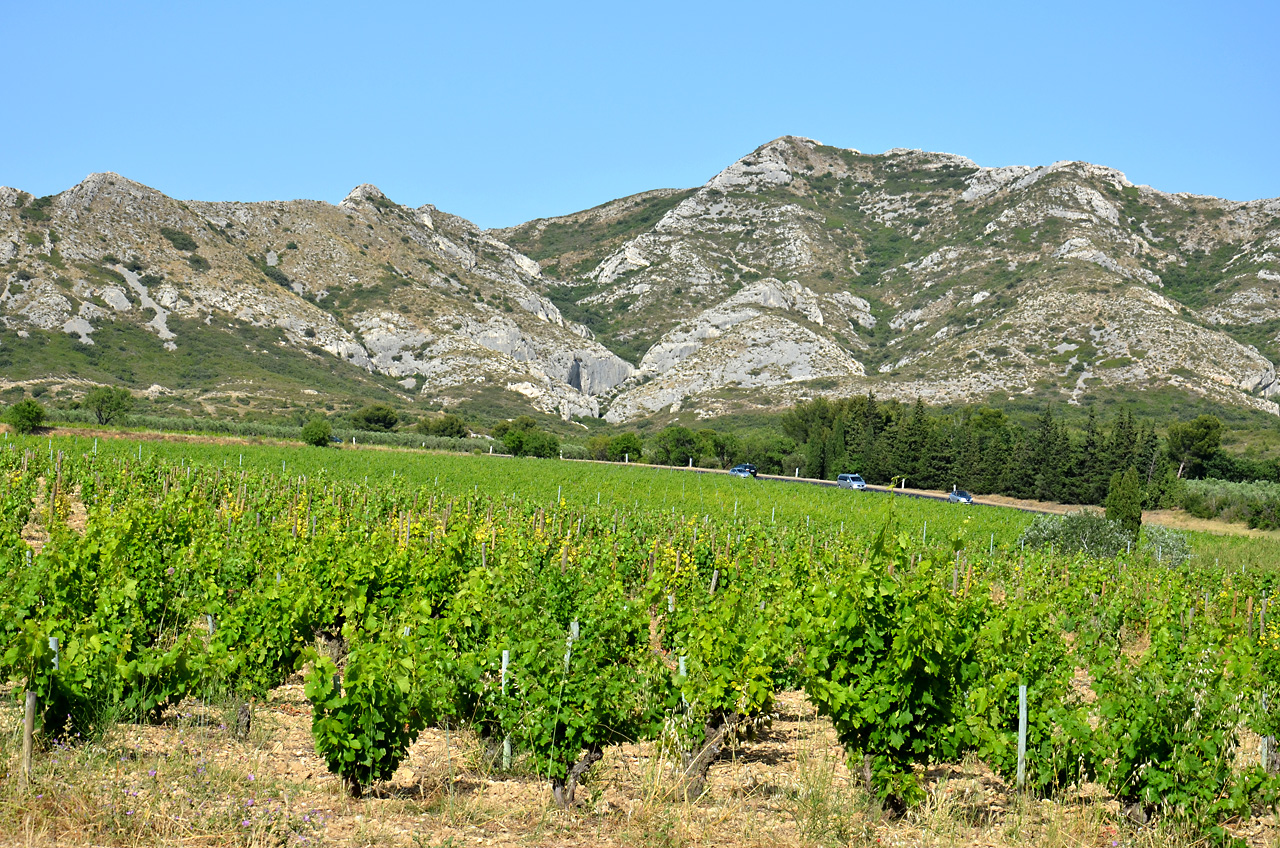
Vignoble au pied des Alpilles

Le domaine des Coteaux d’Aix appartient à la partie occidentale de la Basse Provence calcaire, entre la Durance au Nord, la mer Méditerranée au Sud, les plaines Rhodaniennes à l’Ouest et la Provence triasique et cristalline à l’Est.
Le relief est constitué par une succession de chaînes d’orientation Est-Ouest. Entre ces chaînes s’étendent des bassins sédimentaires d’importances inégales.

### Climat
La moyenne des pluies se situe entre 550 et 680 mm. Le vent dominant est le Mistral. L’ensoleillement varie de 2 700 à 2 900 heures.

### Sols
- sols argilo-calcaires caillouteux
- sols sableux, souvent graveleux, sur molasses et grès
- sols caillouteux à matrice argileuse ou limono-sableuse des terrasses de l’Arc et de la Durance
- sols sur colluvions de pente

### Règles de production

#### Encépagement
Vins Rouges et rosés :
- Grenache N
- Mourvèdre N
- Cinsault N
- Syrah N
- Counoise N (limités individuellement à 40 % maximum, sauf le grenache)
- Carignan
- Cabernet sauvignon (limités 	individuellement à 30 % maximum)
- Tibouren N

Vins blancs :
- Cépages principaux :
  - Bourboulenc
  - Clairette
  - Grenache B.
  - Vermentino (limités individuellement à 70 % maximum)
  - La rolle
- Cépages secondaires :
  - Ugni blanc (40 % maximum)
  - Sauvignon
  - Sémillon (30 % maximum individuellement)

#### Densité
Elle est de 3 300 pieds/ha.

#### Taille
Les vignes sont conduites en taille courte, gobelet ou cordon de royat, avec un maximum de huit coursons à un ou deux yeux par souche. Sauf pour la syrah, le cabernet sauvignon, le semillon, et le sauvignon pour lesquels la taille longue est autorisée avec 40 000 yeux maximum à l’hectare.

#### Rendement de base
Il est de 60 hl/ha et constitue aussi le rendement butoir.

### Données économiques
Superficie en production : 4 000 ha
Volume déclaré : 204 000 hl
- 25 % de vins rouges
- 70 % de vins rosés
- 5 % de vins blancs

Nombre total de déclarants : 583
- 14 caves coopératives, représentant 40 % de la production
- 59 caves particulières, représentant 60 % de la production

### Production

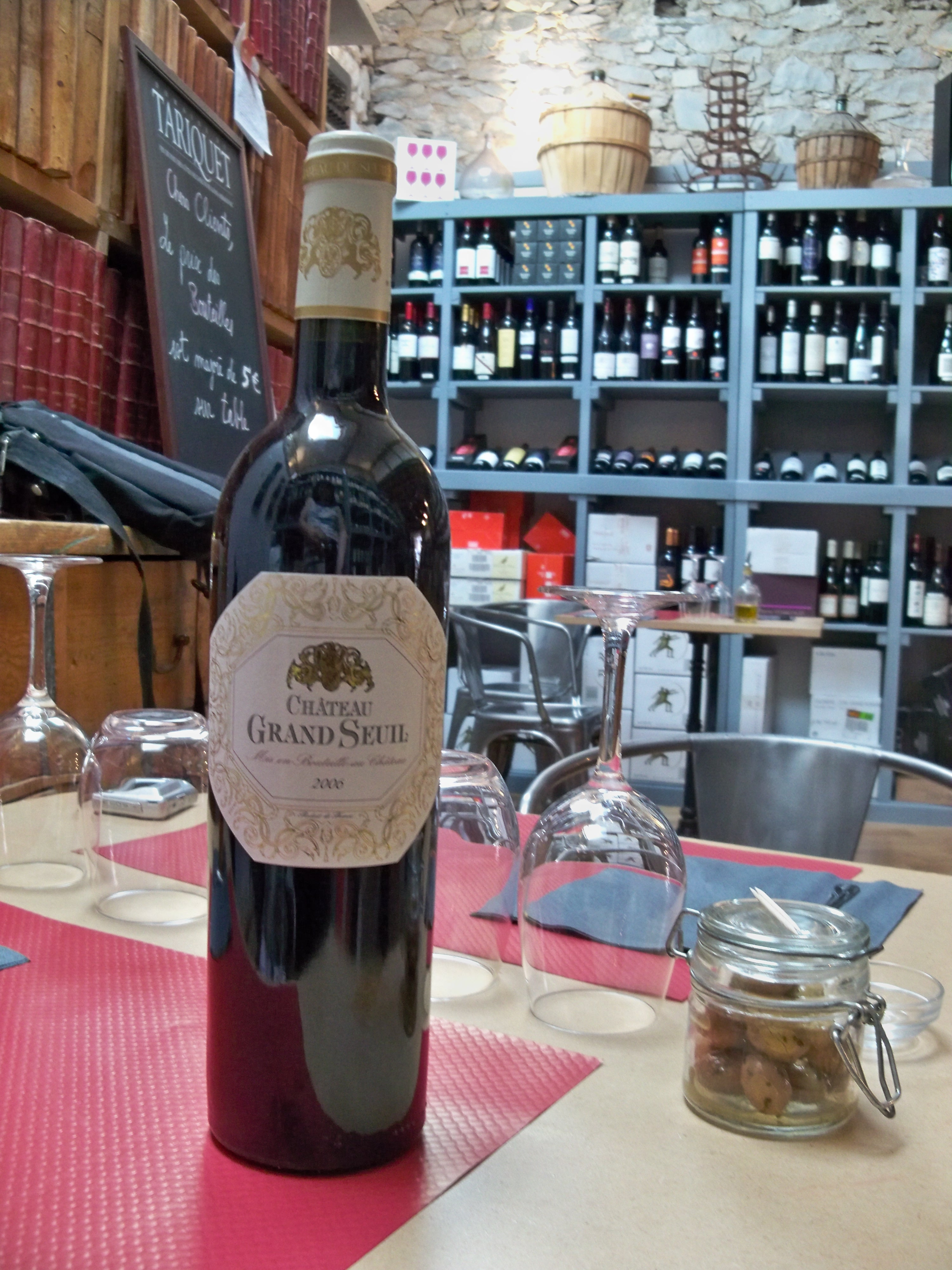
Château Grand Seuil
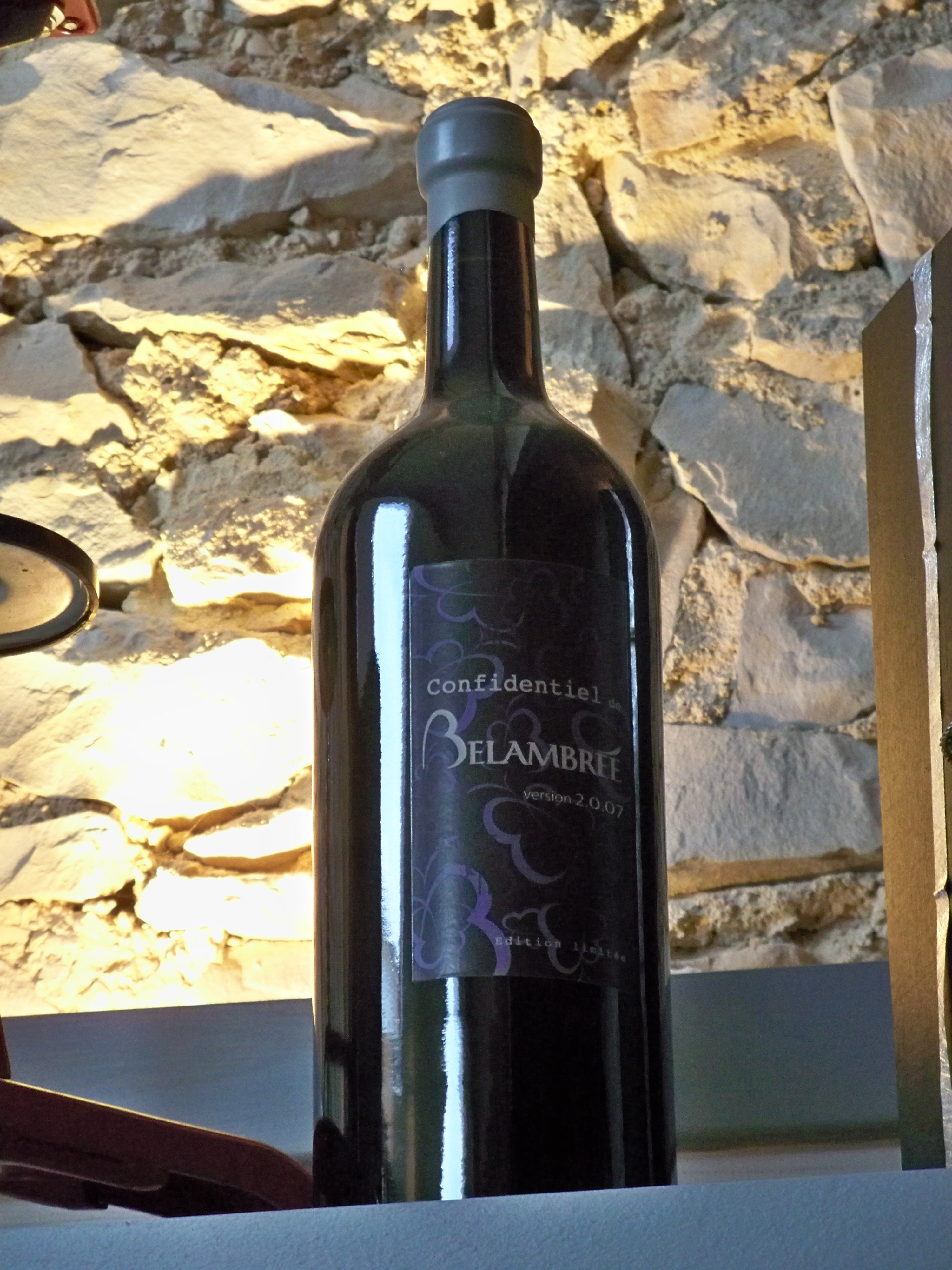
Domaine de Belambrée
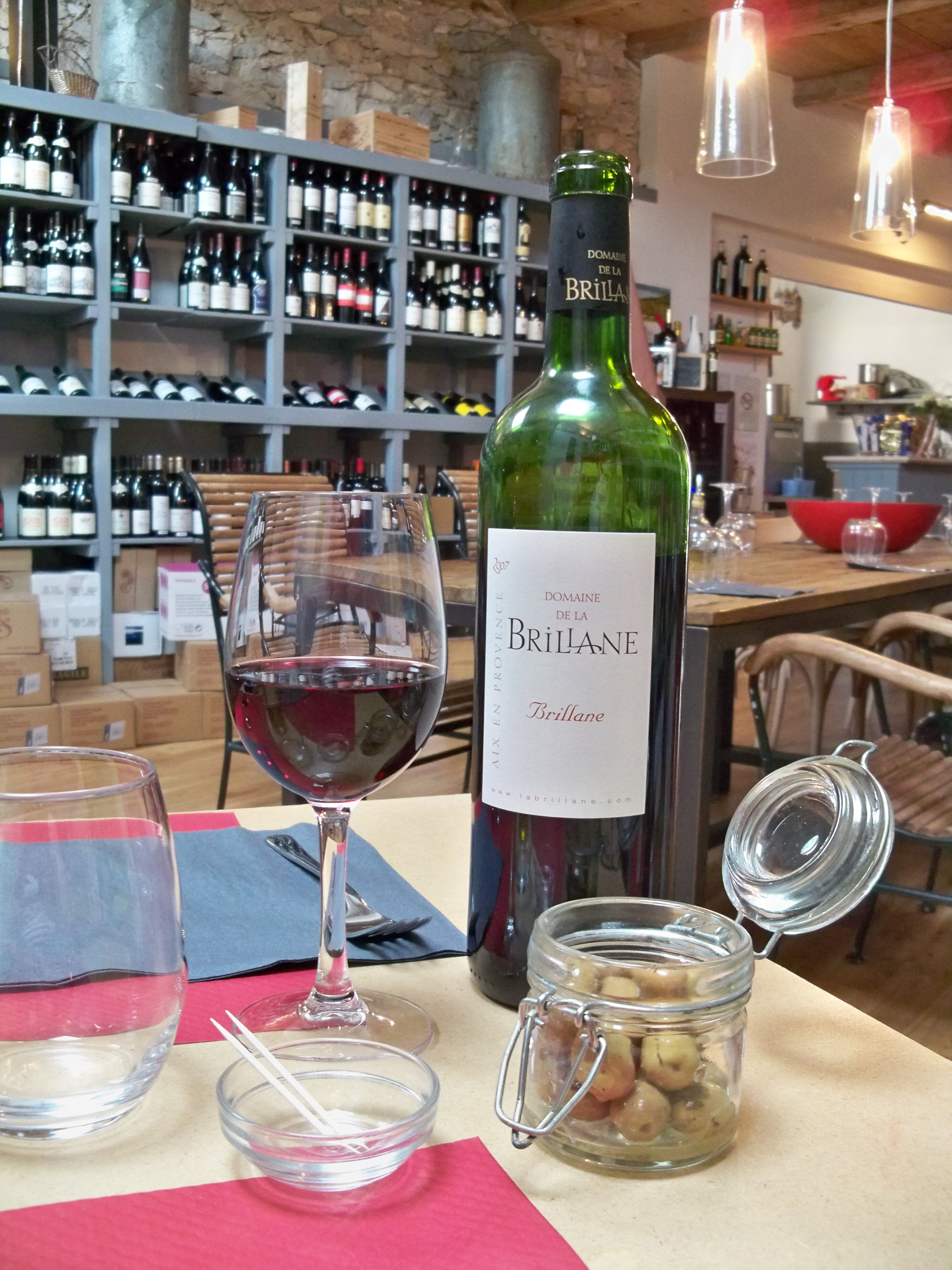
Domaine de la Brillane

- Vins Blancs : les meilleurs résultats sont obtenus au Nord de l’aire ; notes florales (acacia, genêt) et fruités (agrume)
- Vins Rosés : légers, fruités, agréables, ils doivent être bus jeunes ; notes fruitées (fraise, pêche) et florales (tilleul).
- Vins Rouges : légers et souples ou plus rustiques avec des tanins qui ont besoin de temps pour s’affiner et gommer une relative amertume ; au nez, notes florales (violette) ou végétales (foin, laurier, tabac) qui laissent la place à des nuances plus évoluées (cannelle, fourrure).

## Coteaux-varois
Décret du 26 mars 1993 relatif à l’AOC « coteaux-varois » modifié le 2 août 2005
L’AOC est reconnue en 1993 avec la dénomination « coteaux-varois », il sera modifié le 2 août 2005 en « Coteaux Varois en Provence ».

### Géographie

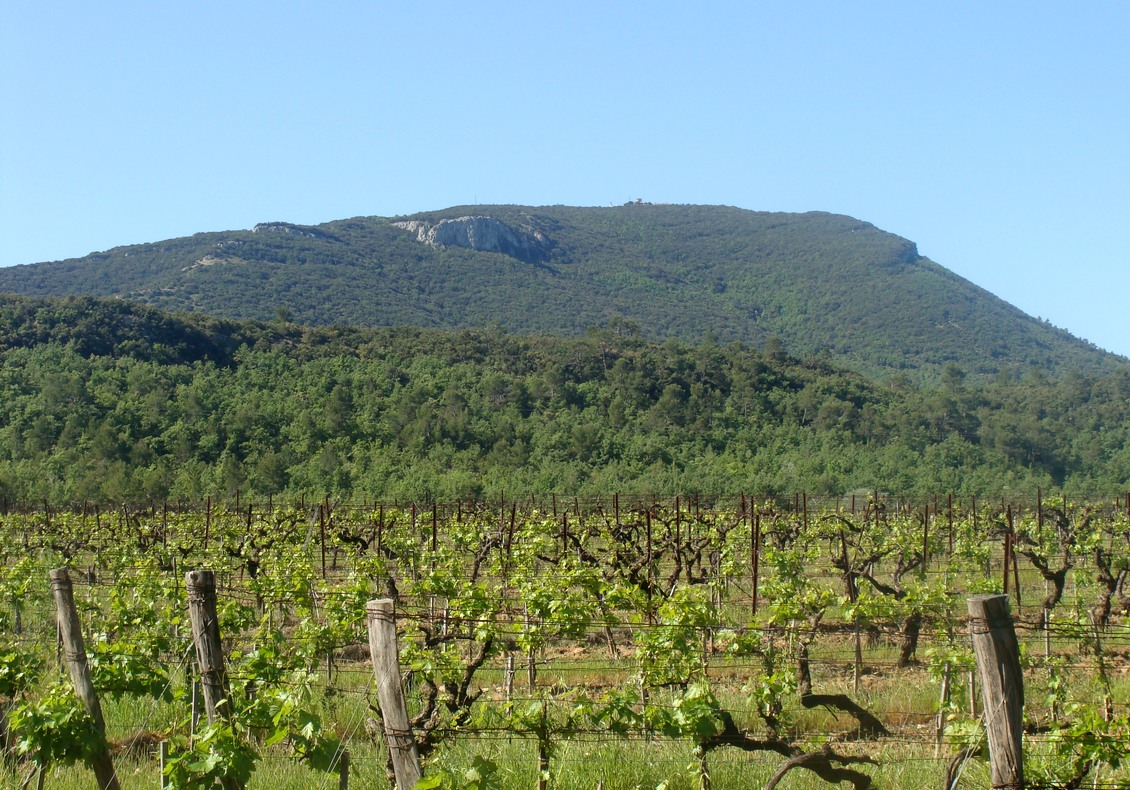
Le vignoble des coteaux-varois au pied du Gros Bessillon à Barjols.

Le vignoble des Coteaux varois est très discontinu entre les massifs calcaires boisés. L’aire est limitée au Nord par la série de plateaux de Rians à Canjuers ; au Sud, par les Monts du Toulonnais ; à l’Ouest, par le Mont Aurélien ; à l’Est, par la Barre de Saint-Quinis - Les vallées sont étroites et les bassins bien distincts à des altitudes diverses.

### Climat
C’est un climat méditerranéen de l’intérieur avec des nuances très variées. On passe progressivement du climat du chêne vert autour de la région de Brignoles, au climat du chêne pubescent plus au Nord.
Les précipitations varient de 700 mm à 900 mm par an avec des températures moyennes de 13 °C. On note des différences d’époque de maturité du Sud au Nord de 15 à 30 jours.

### Sols
Les terrains de cette appellation se situent sur des calcaires appartenant à de nombreux étages du Trias, du Jurassique et de Crétacé inférieur. Les principaux types de sols sont : les sols d’argiles rouges de décalcification à débris calcaires anguleux, les sols bruns sur marnes, les sols sur colluvionnement ou sur alluvions anciennes, caillouteux et profonds à la périphérie des bassins karstiques.

### Règles de production

#### Encépagement

##### Vins rouges et rosés
- cépages principaux : 2 cépages principaux obligatoires dans la proportion minimale de 80 % parmi :
  - Grenache N
  - Cinsaut N
  - Mourvèdre N
  - Syrah N
- cépages secondaires : (limité à 20 %)
  - Carignan N
  - Cinsault N
  - Cabernet sauvignon

##### Vins blancs
- Clairette B.
- Grenache B.
- Rolle B. (30 % min.)
- Sémillon B. (30 % max.)
- Ugni B. (25 % max.)

#### Densité
4 000 pieds / ha avec 2,50 m maximum entre rangs.

#### Taille
Les vignes sont conduites en coursons à deux yeux francs, avec une charge maximale de douze yeux francs par pied, sauf pour la syrah et le cabernet sauvignon pour lesquels la taille longue est autorisée avec dix yeux francs maximum par pied et huit yeux francs maximum sur le long bois.

#### Rendement de base
- De base : 55 hl/ha
- Butoir : 60 hl/ha.

### Données économiques
Superficie en production : 2 200 ha
Volume déclaré : 100 000 hl dont :
- 17 % de vins rouges
- 80 % de vins rosés
- 3 % de vins blancs

Nombre total de déclarants : 320
- 13 Caves Coopératives, représentant 45 % de la production
- 66 Caves Particulières, représentant 55 % de la production

### Production
- Vins Rouges : le climat méditerranéen de « l’intérieur » plus frais offre d’excellentes aptitudes à la production de vins rouges structurés et équilibrés avec une maturité des polyphénols sans stress. Les premières notes florales (violette) ou végétales (foin, menthe) laissent place à des nuances plus évoluées (réglisse, venaison, cuit).
- Vins Rosés : leur robe est assez soutenue ; au nez, notes fruitées (pêche, framboise, fraise).
- Vins Blancs : production confidentielle, en développement - Nez agrume et floral - Finesse en bouche, rond, frais.

## Bandol

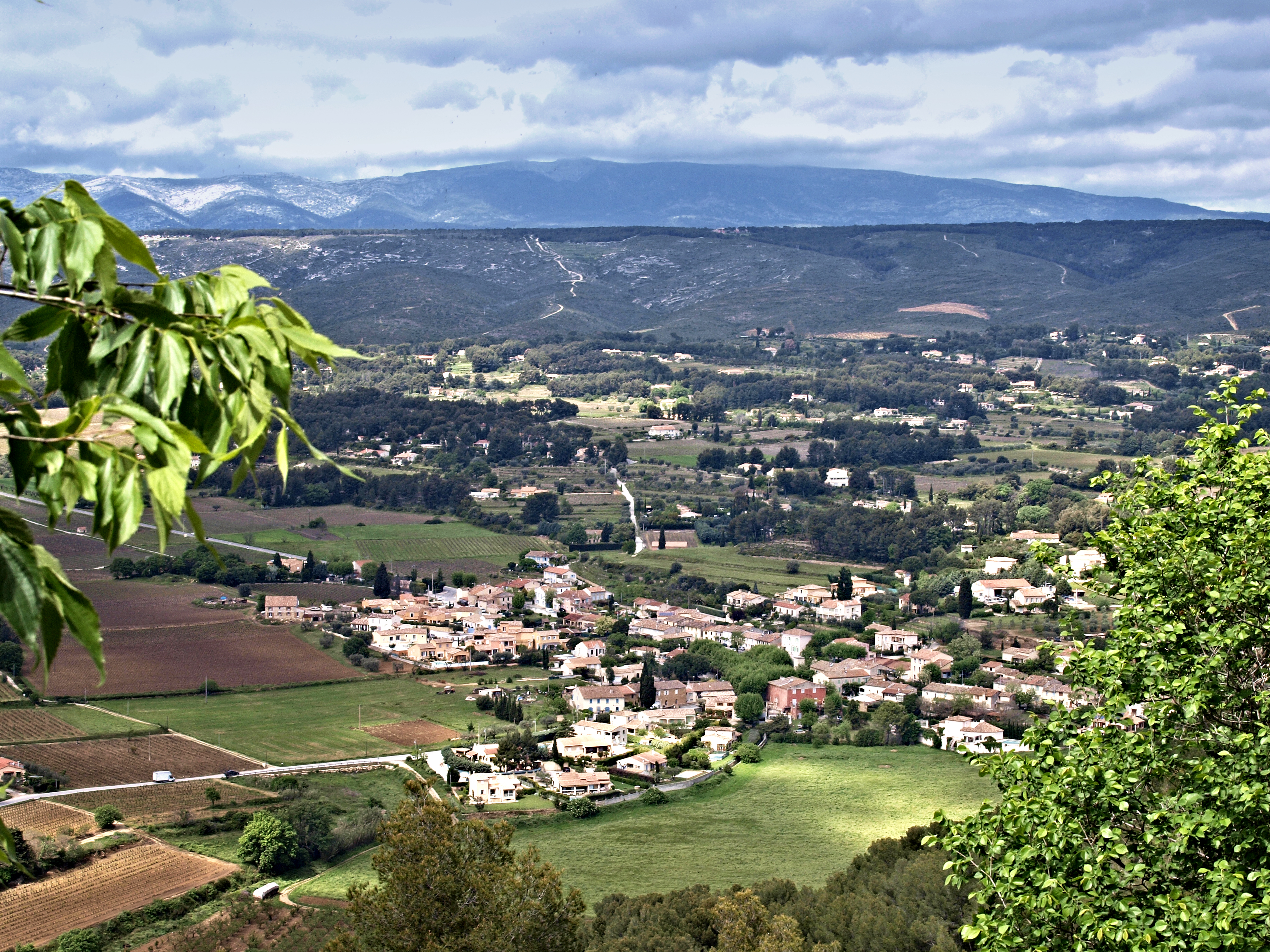
Vignoble de l'AOC bandol au quartier du Brulat, Le Castellet.

Décret du 2 février 2005 abrogeant le décret initial du 11 novembre 1941.

### Géographie
Elle s’étend sur huit communes de la zone naturelle du bassin du Beausset ayant la structure d’un synclinal largement ouvert à l’ouest vers la mer. L’aire de production est ainsi enserrée dans un vaste amphithéâtre de montagne (Sainte-Baume, mont Caume).

### Climat
La moyenne pluviométrique annuelle est de 650 mm avec un fort ensoleillement. L’influence de la mer se fait sentir, elle tempère l’ardeur solaire en été tout en assurant une certaine humidité nocturne.

### Sols
L’aire de production est située principalement sur des terrains du Crétacé. Le sol type du terroir de Bandol est le sol squelettique, qui repose essentiellement sur les éléments de dégradation des grès calcarifères et marnes sableuses, et éventuellement sur éboulis ou colluvionnement avec un caractère rendziniforme.

### Règles de production

#### Encépagement

##### Vins rouges et rosés
Cépages principaux :
- Mourvèdre N,
- Grenache N,
- Cinsault N, (pour les rouges, le mourvèdre doit représenter au minimum 50 %).

La présence d’au moins deux de ces trois cépages est obligatoire.
Cépages accessoires :
- Syrah
- Carignan

##### Vins blancs
Cépages principaux :
- Bourboulenc,
- Clairette,
- Ugni blanc

Cépage secondaire :
- Sauvignon (40 %)

#### Densité
5 000 pieds / ha

#### Taille
Les vignes doivent être taillées court à deux bourres et bourrillon.
Entrée en production à la 8e feuille pour les vins rouges.

#### Rendement de base
40 hl/ha, constituant le rendement butoir.

### Données économiques
Superficie en production : 1 500 ha
Volume déclaré : 55 000 hl dont 31 % de vins rouges, 64 % de vins rosés, 5 % de vins blancs
Nombre total de déclarants : 268
3 Caves Coopératives, représentant 40 % de la production ;
59 Caves Particulières, représentant 60 % de la production.

### Production

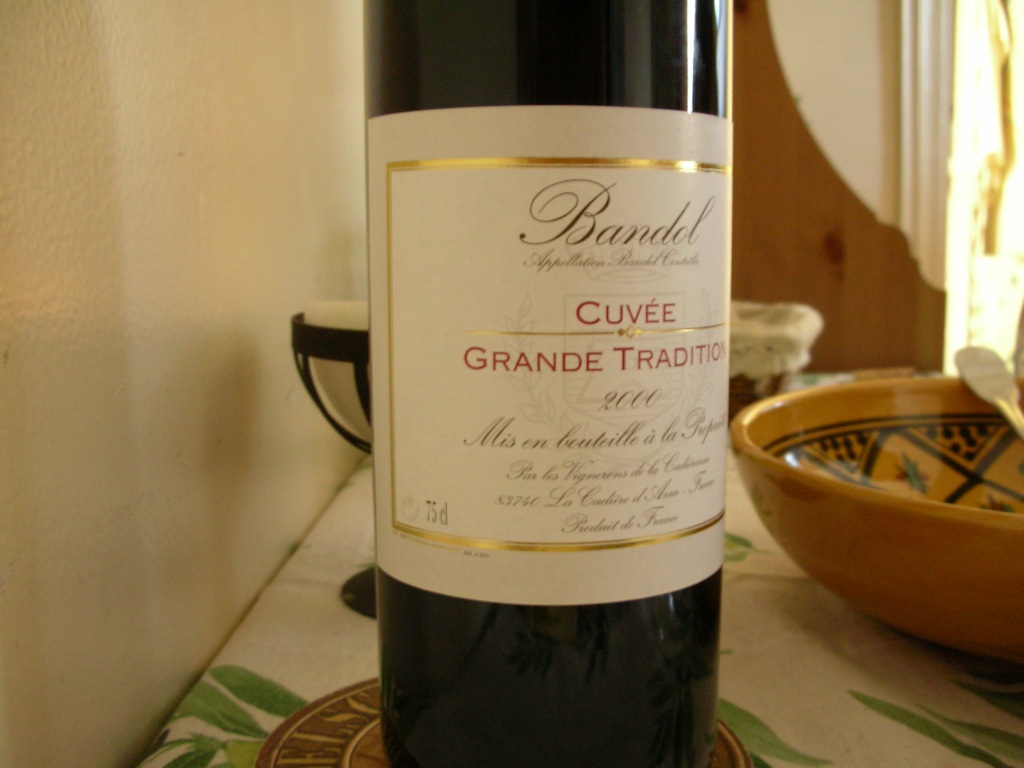
AOC Bandol, Les vignerons de la Cadière-d'Azur, Cuvée grande tradition, 2000.

Élevage de 18 mois minimum en fûts pour les vins rouges.
- Vins blancs : robe jaune paille clair avec des arômes de tilleul et de genêts.
- Vins rosés : robe pâle, églantine. Le mourvèdre, de plus en plus présent, apporte une meilleure conservation.
- Vins rouges : le mourvèdre, (associé au grenache), leur donne leurs lettres de noblesse. Ils sont puissants, charpentés, tanniques et de longue conservation. Caractérisés au départ par des arômes de fruits rouges, ils acquièrent après élevage des arômes de truffes et sous bois.

## Cassis

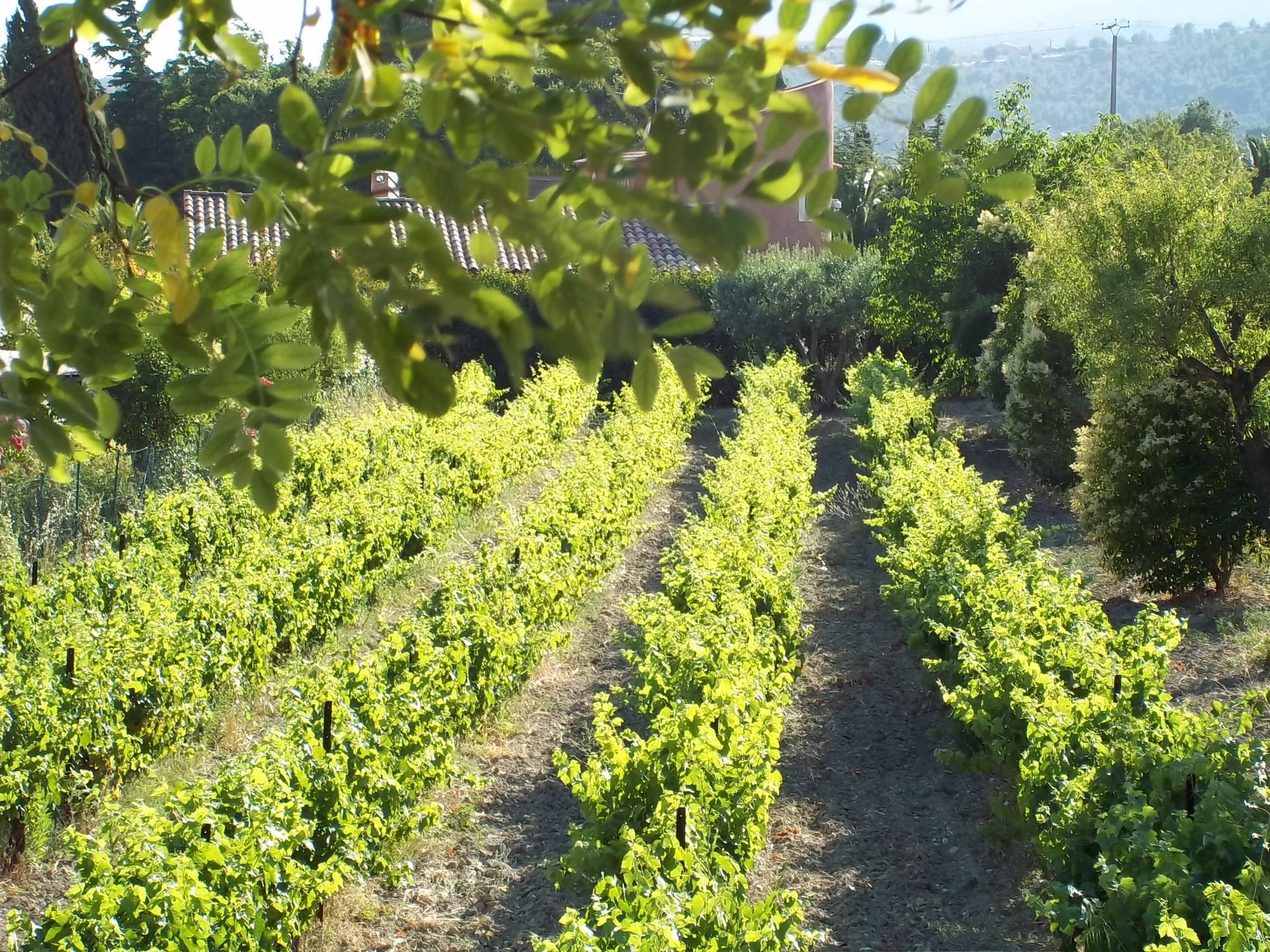
Les vignes de Cassis

Décret du 15 mai 1936.

### Géographie
L’aire géographique de production est constituée de la seule commune de Cassis, situé à 20 km à l'Est de Marseille. Le golfe et la baie de Cassis sont entourés de hauteurs qui peuvent atteindre plus de 400 m. Une grande partie du vignoble y est cultivé en terrasse, entre 10 et 150 m d’altitude.

### Climat
Le territoire viticole est protégé du mistral par la ceinture constituée des hauteurs environnantes.
Les gelées sont exceptionnelles et l’ensoleillement très important.

### Sols
Le sous-sol de Cassis appartient au Crétacé. On trouve trois grands types de sols : des sols peu profonds et d’érosion, des sols rendziniformes et sols bruns peu profonds, et des sols bruns développés sur colluvions.

### Règles de production

#### Encépagement

##### Vins Rouges et rosés
Cépages principaux :
- Grenache N,
- Carignan,
- Mourvèdre,
- Cinsault N,
- Barbaroux.

##### Vins blancs
Cépages principaux :
- Clairette,
- Marsanne (40 % à partir de 2000, 60 % à partir de 2005 avec 30 % minimum de marsanne)

Cépages secondaires :
- Ugni blanc,
- Pascal blanc,
- Doucillon,
- Sauvignon blanc

#### Densité
4 000 pieds / ha

#### Taille
les vignes sont conduites en taille courte, en gobelet, éventail ou cordon de royat comportant au plus six coursons à deux yeux au maximum en sus du bourillon.
Rendement de base : 45 hl/ha et constitue le rendement butoir

### Données économiques
Superficie en production : 200 ha
Volume déclaré : 8 000 hl dont 2 % de vins rouges, 27 % de vins rosés, 71 % de vins blancs
Nombre total de déclarants : 13
- 13 caves particulières, représentant 100 % de la production

### Production
- Vins Blancs : ils représentent la production principale. Ce sont des vins secs, ronds, à arôme complexe avec des notes florales (tilleul), fruitées (coing), balsamiques (résine), mais sans grande puissance olfactive. Ces vins se marient parfaitement avec les fruits de mer ou la soupe de poisson. Les vins blancs sont commercialisés après 1 an d’élevage.
- Vins rosés : robe pâle - Le Cinsaut, cépage dominant leur apporte finesse et fruité.
- Vins rouges : Production marginale - Le grenache leur confère un caractère généreux, parfois tanique.

## Bellet

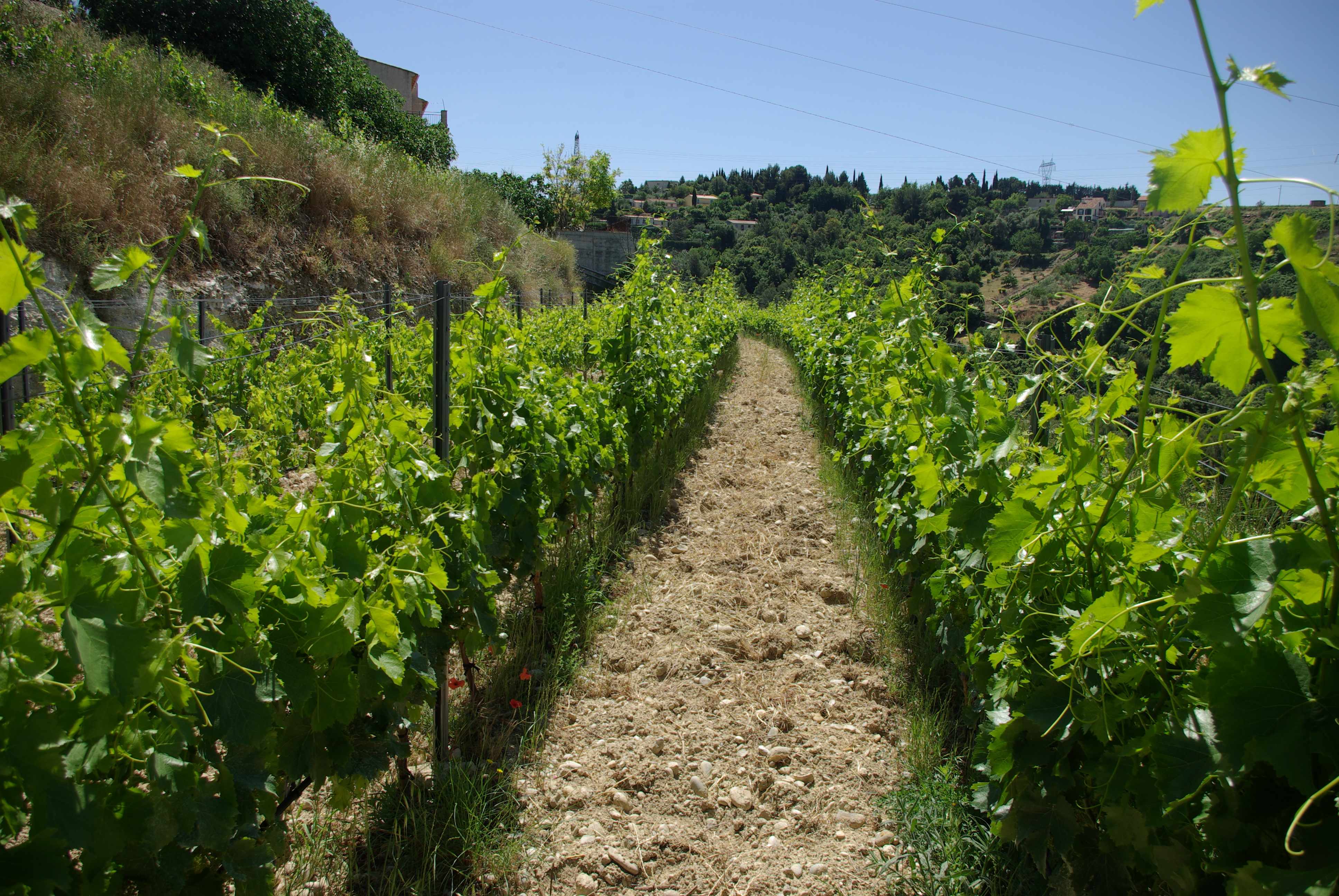
Planches de Rolle plantées en 2008 au Domaine Saint Jean

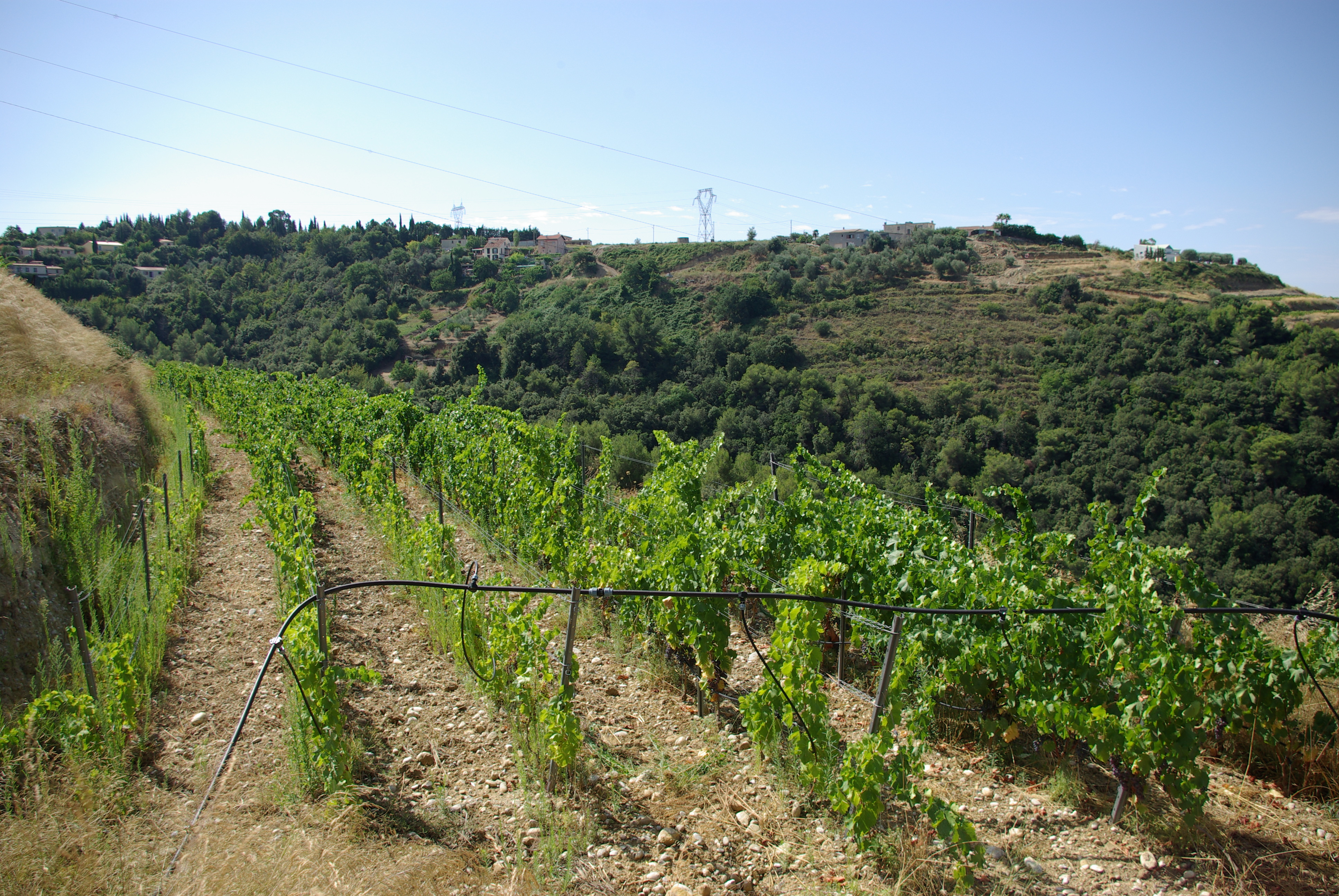
Jeunes Vignes en terrasse au Domaine Saint Jean

Décret du 11 novembre 1941.

### Géographie
L’aire de production est limitée à la commune de Nice, elle est située sur des terrasses qui surplombent (entre 200 et 400 m) la rive gauche du Var, à l’ouest de la ville.

### Climat
La moyenne pluviométrique annuelle est de 830 mm avec un fort ensoleillement. La présence de la vallée du Var permet la circulation des vents : le vignoble est soumis, la nuit, à la brise marine. Le méso-climat spécifique induit des vendanges tardives qui donnent aux vins de Bellet un caractère plus septentrional que méridional.

### Sols
Le sol des terrasses est d’origine pliocène supérieur, constitué de poudingues et de galets roulés formés de grès. Le ciment est généralement sableux, peu résistant. La dominante des grès donne des sols composés de 80 % à 90 % de sables grossiers ou fins.

### Règles de production
Encépagement :
- Vins Rouges et rosés :
  - cépages principaux : braquet, folle N, cinsault N.
  - cépages accessoires : grenache N, et cépages blancs indiqués ci-après pour les vins blancs (40 % maximum)
- Vins blancs : rolle, roussane, spagnol ou mayorquin - cépages secondaires : clairette, bourboulenc, chardonnay, pignerol, muscat à petit grain. (40 % maximum)

Densité : 5 000 pieds / ha
Taille : les vignes sont conduites en taille courte, en gobelet, éventail ou cordon de royat comportant au plus cinq coursons à deux yeux francs.
Rendement de base : 40 hl/ha - Rendement butoir = 48 hl/ha

### Données économiques
Superficie en production : 47 ha
Volume déclaré : 1 390 hl dont 42 % de vins rouges, 23 % de vins rosés, 37 % de vins blancs
Nombre total de déclarants : 11
- 11 caves particulières, représentant 100 % de la production

### Production
- Vins blancs : couleur légère, au bouquet floral soutenu (tilleul et fleur de vigne).
- Vins rosés : très originaux, surtout quand le braquet est dominant, on y distingue des arômes de genêt et surtout de bois de rose.
- Vins rouges : ils ont au départ des arômes fruités ou dominent la prune et l’abricot. Leur caractère tannique s’atténue après l’élevag. ; le nez évolue vers un bouquet de cerise. Ils sont élevés un an minimum en fûts.

## Palette

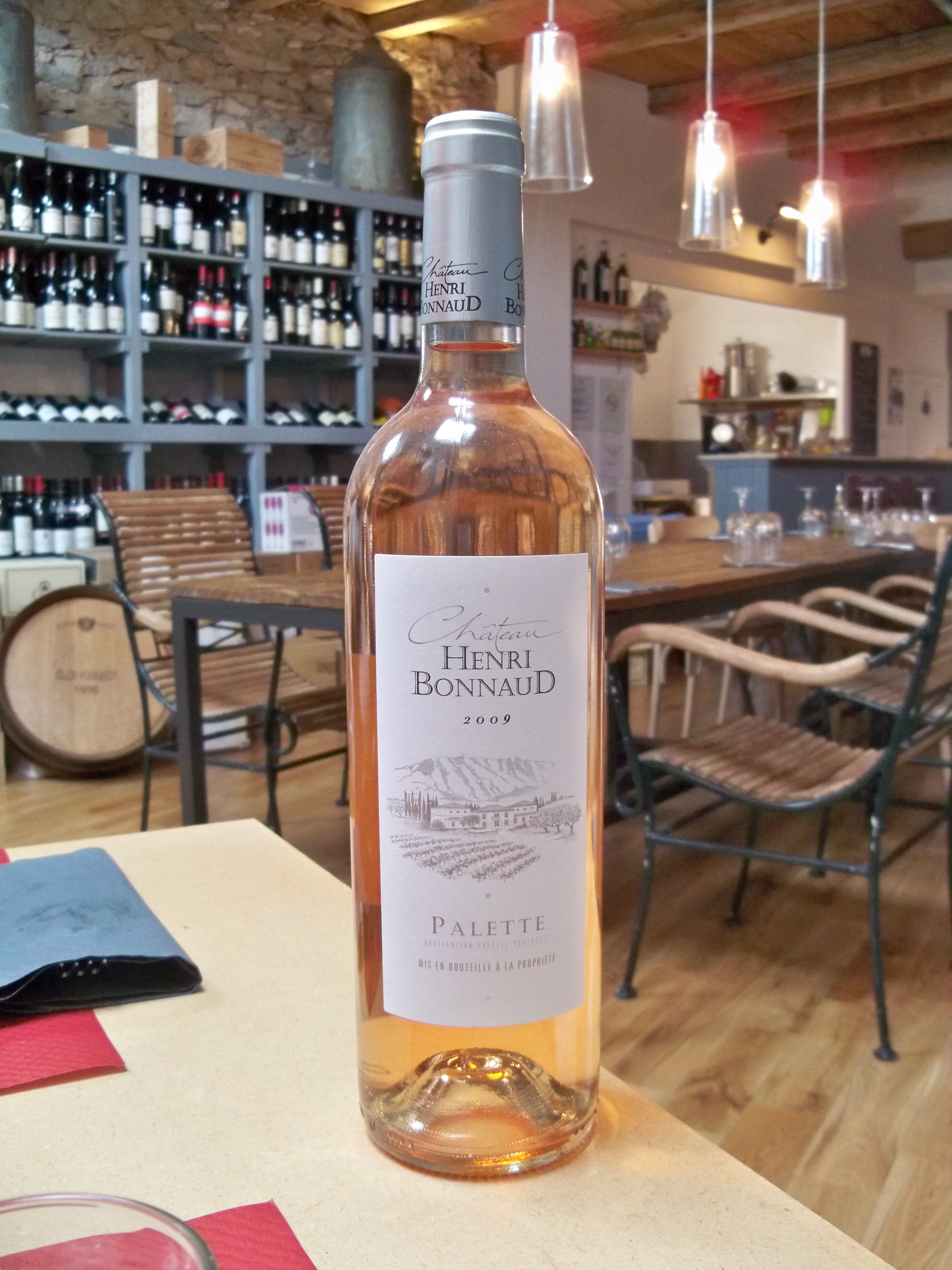
Palette AOC Rosé

Décret du 28 avril 1948

### Géographie
Cette appellation doit son nom au hameau de Palette situé dans la commune du Tholonet, au centre d’un cirque du même nom creusé par l'Arc, à 4km au sud-est d’Aix-en-Provence. L’aire géographique de production est constituée de trois communes.

#### Climat
Le vignoble est protégé des vents du nord par les collines de Langesse et du Grand Cabri, mais par la vallée de l’Arc, le vignoble est soumis au Mistral. Le vignoble est exposé majoritairement au Nord, d’où des vendanges tardives.

#### Sols
Les terrains de cette appellation se situent sur les calcaires lacustres de Langesse et de Montaiguet. Le vignoble se trouve uniquement sur des sols rendziniformes d’éboulis calcaires, c’est-à-dire sur des sols squelettiques de peu d’épaisseur et caillouteux.

### Règles de production
Encépagement :
- Vins Rouges et rosés :
  - cépages principaux 50 % minimum : grenache N, mourvèdre (10 % minimum), cinsaut
  - cépages secondaires : Carignan, syrah, manosquin, durif, muscat N., cabernet sauvignon, castet
- Vins blancs : clairette dans ces différentes formes locales (55 % min.)
  - cépages secondaires : ugni blanc, grenache Bl., muscat Bl., terret bouret, picpoul, pascal, aragnan, colombard...

L’encépagement de cette appellation a la particularité d’intégrer également en cépages accessoires la quasi-totalité des cépages présents en Provence au début du XXe siècle.
Densité : néant
Taille : les vignes sont conduites en taille courte, à deux bourres nouvelles. Sauf pour la syrah pour laquelle la taille longue est autorisée.
Rendement de base : 40 hl/ha ; rendement butoir : 48 hl/ha

### Données économiques
Superficie en production : 45 ha
Volume déclaré : 2 000 hl dont 	55 % de vins rouges, 15 % de vins rosés, 30 % de vins blancs
Nombre total de déclarants : 5
- 1 cave coopérative, représentant 16 % de la production (jusqu’à la récolte 2005)
- 4 caves particulières, représentant 84 % de la production

### Production
Délai de conservation de huit mois minimum pour les blancs et rosés, 18 mois minimum sous bois pour les rouges.
- Vins Blancs : ils sont conservés au minimum 8 mois avant commercialisation et présente une aptitude particulière à l’élevage peu commune dans les vins blancs méridionaux. Nez floral et balsamique.
- Vins Rosés : élaborés moitié par pressée directe et moitié par saignée avant assemblage. Ils sont conservés 8 mois dans des récipients en bois, sur lies. Nez floral et sous-bois.
- Vins Rouges : robe foncée, tanniques, ils sont obtenus par assemblage du mourvèdre et de quelques vieux cépages, d’où une typicité particulière.. Nez animal, sous-bois et de fruits noirs.

## Coteaux-des-Baux-de-Provence

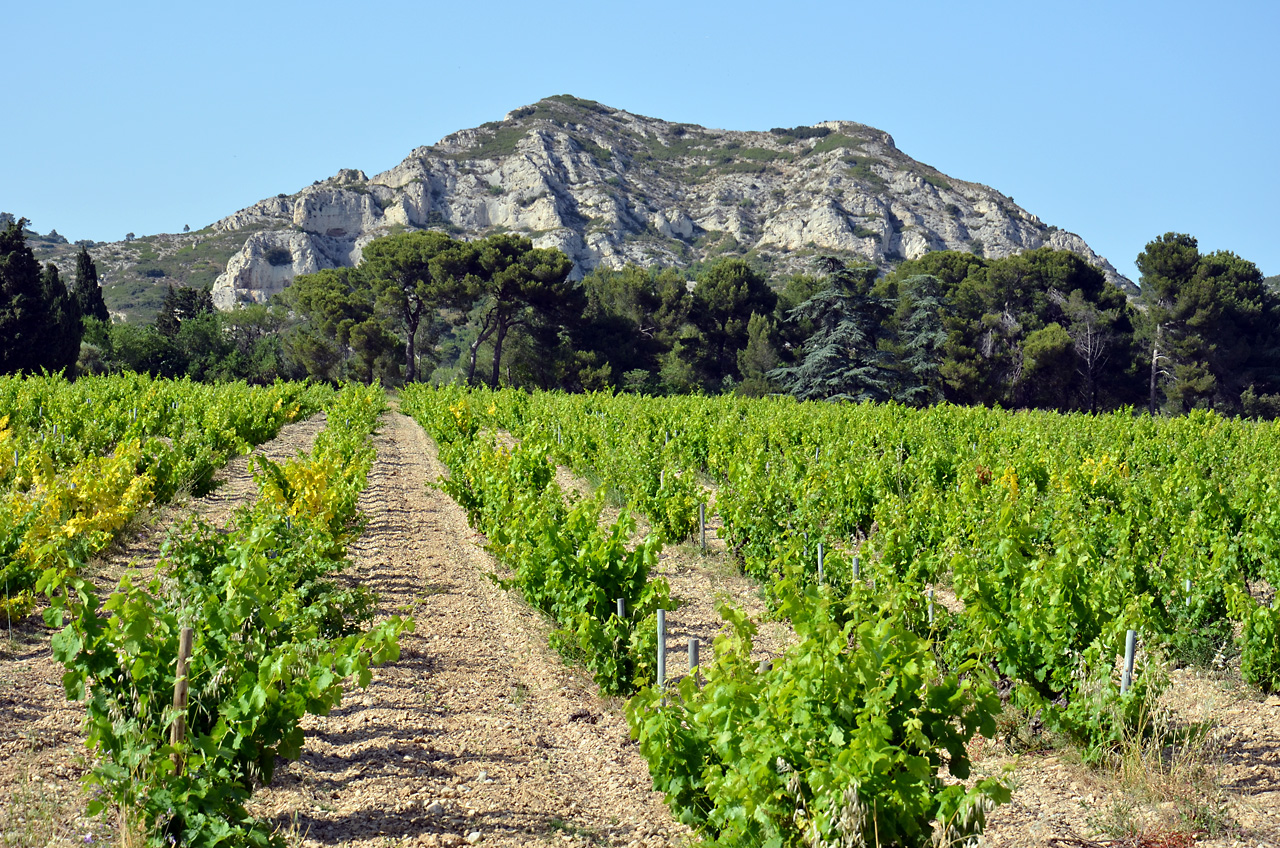
Vignoble au pied des Alpilles
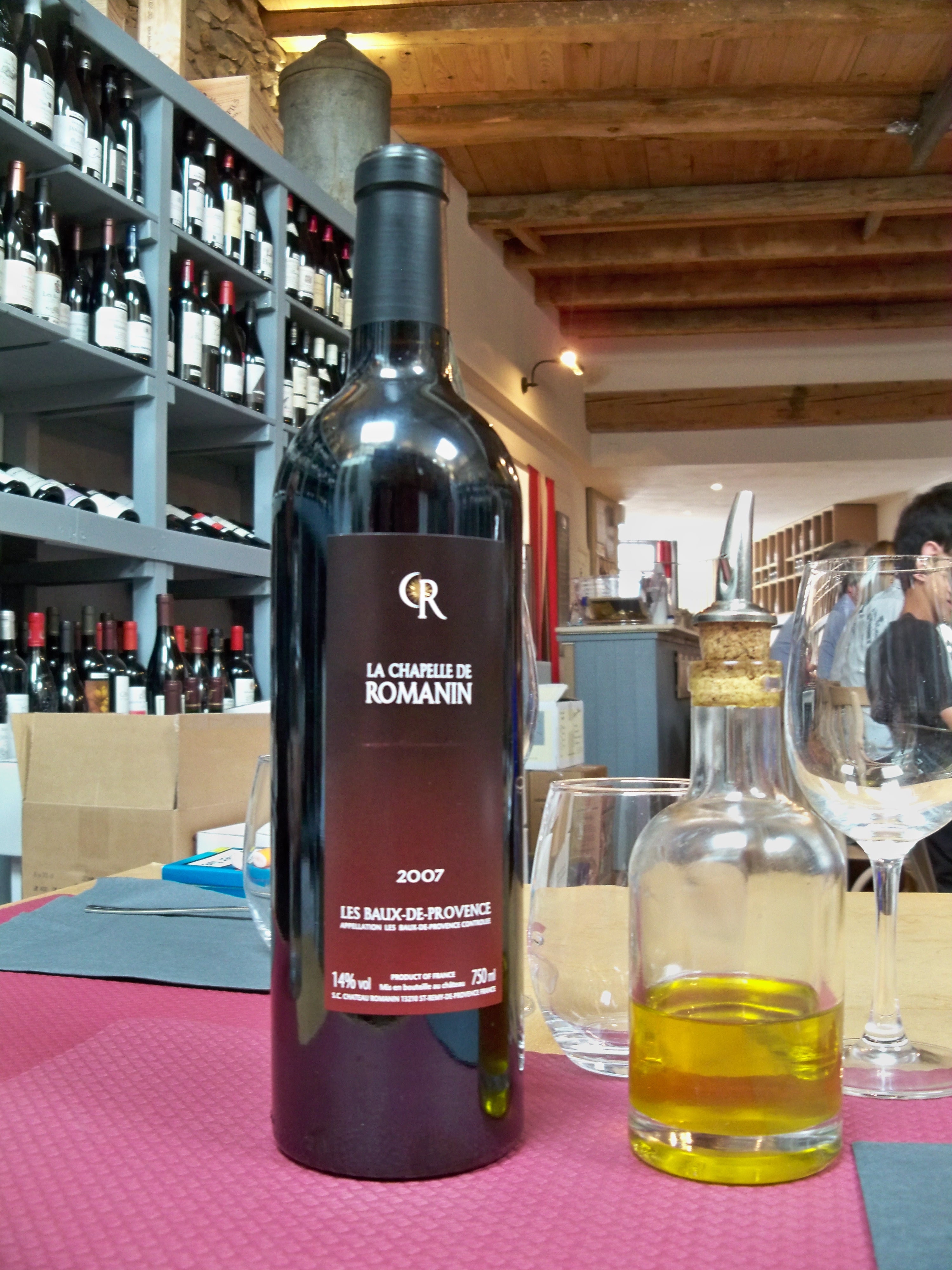
AOC Les-baux-de-provence, Chapelle de Romanin
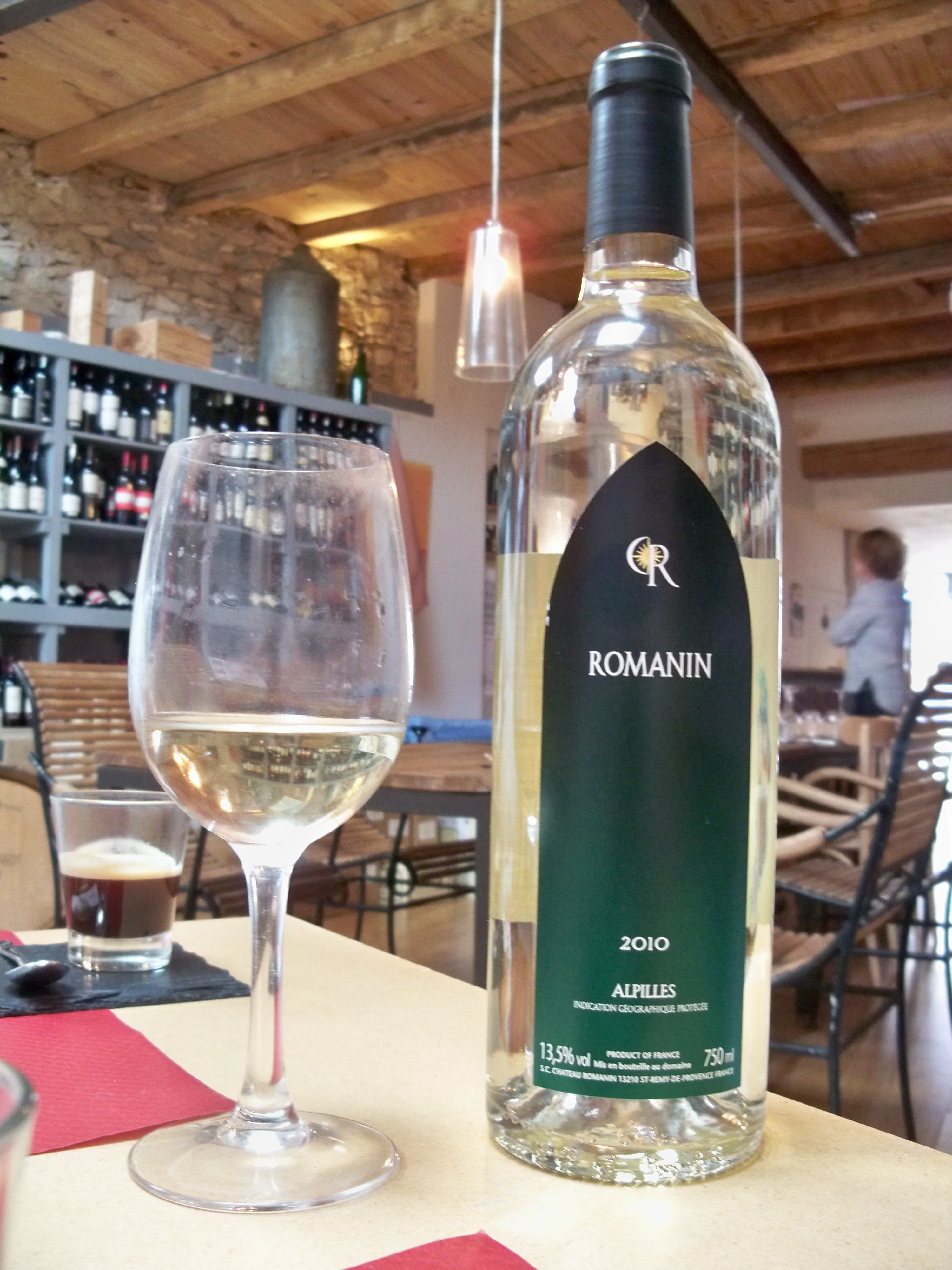
AOC Les-baux-de-provence, Château Romanin

Décret du 20 avril 1995 reconnaissant l’appellation pour les vins rouges et rosés, demande de reconnaissance en cours pour la production de vins blancs qui sont actuellement revendiqués au sein de l’appellation « Coteaux-d’Aix-en-Provence »
Arrêté du 23 janvier 1956 définissant le VDQS « Coteaux-des-Baux-de-Provence. » jusqu’à la possibilité d’utilisation de la dénomination « Les-Baux-de-Provence » prévue dans le décret du 24 décembre 1985, l’identité particulière de la région des Baux-de-Provence.

### Géographie
Situé au nord-ouest d’Aix-en-Provence, ce vignoble occupe les versants nord et sud des Alpilles, relief pittoresque qui s’élève à 400 m d’altitude et qui s’allonge sur une trentaine de kilomètres d’Est en Ouest. L’aire géographique de production couvre le territoire de sept communes.(cf carte des coteaux-d’aix-en-provence).

### Climat
La moyenne des pluies se situe entre 550 et 680 mm. L’ensoleillement varie de 2 700 à 2 900 heures. C’est un secteur peu gélif, plus chaud et plus précoce que l’ensemble du secteur des Coteaux d’Aix-en-Provence.

### Sols
La chaîne des Alpilles se caractérise par la présence homogène du Crétacé supérieur et du Miocène. Les épandages de pente et colluvions sont caractéristiques de la région. Ils sont très caillouteux ; on les trouve sous forme de glacis, cônes de déjection, éboulis ou grèzes litées. Ces dépôts caillouteux d’origine cryoclastique (würmiens ou postwürmiens) sont très caractéristiques de cette région.

### Règles de production
Encépagement :
- Vins Rouges :
  - cépages principaux : grenache N, mourvèdre N, syrah N, doivent représenter 60 % minimum. Deux cépages au moins sont obligatoires.
  - cépages secondaires : cinsault N., counoise N, carignan N., limités à 30 % individuellement et cabernet sauvignon, limité à 20 %.
- Vins rosés :
  - cépages principaux : grenache N, syrah N, cinsault N (60 % min.)
  - cépages secondaires : mourvèdre, carignan, counoise sont limités à 30 %, le cabernet sauvignon à 10 %.

Densité : 4000 pieds / ha
Taille : les vignes sont conduites en taille courte, gobelet ou cordon de royat, avec un maximum de six coursons à un ou deux yeux par souche.
Rendement de base : 50 hl/ha, et constitue le rendement butoir.

### Données économiques
Superficie en production : 280 ha
Volume déclaré : 15 500 hl dont : 75 % de vins rouges, 25 % de vins rosés
Nombre total de déclarants : 14
- 14 Caves Particulières, représentant 100 % de la production

### Production
- Vins rosés : généralement structurés et rustiques avec des caractères fruités, floraux ou empyreumatiques.
- Vins rouges : charnus, robustes, charpentés avec une bonne réserve tannique anoblie pour l’élevage ; notes végétales (romarin, tabac) évoluant vers des notes de fruits noirs ou animales (ambre, gibier). Les vins rouges doivent faire l’objet d’un élevage minimum de douze mois

### Sites internet
- « Les vins de Provence (France) »
- invinoveritas.fr

### Vidéos
- [vidéo] « La Provence » sur Voyage, 2001, 52 min.